# Liste der Baudenkmale in Königslutter am Elm (Stadtteile)
In der Liste der Baudenkmale in Königslutter am Elm (Stadtteile)  sind die Baudenkmale der Stadtteile der niedersächsischen Stadt Königslutter am Elm aufgeführt. Die Quelle ist der Denkmalatlas Niedersachsen.

Königslutter am Elm im Landkreis Holzminden

Der Stand der Liste ist der 8. August 2025.

## Allgemein
In den Spalten finden sich folgende Informationen des Bodendenkmales:
| Lage         | geographische Koordinaten                                                           |
| Bezeichnung  | Bezeichnung lt. Denkmalatlas                                                        |
| Beschreibung | Beschreibung lt. Denkmalatlas                                                       |
| ID           | Objekt-ID                                                                           |
| Bild         | Bild, ggf. zusätzlich mit Link zu weiteren Fotos im Medienarchiv Wikimedia Commons. |

## Beienrode
| Lage                                      | Bezeichnung | Beschreibung | ID       | Bild           |
| ----------------------------------------- | ----------- | --- | -------- | -------------- |
| Kapellenplatz 52° 17′ 33″ N, 10° 50′ 1″ O | Kapelle     | Kleiner evangelischer Kapellenbau. Rechteckiger Saalbau mit halbkreisförmiger Apsis unter Satteldach in Krempziegeldeckung mit Aufschieblingen sowie einem westlichen schiefergedeckten Dachreiter mit Pyramidenhelm. Mauerwerk aus geschlämmten Sandbruchstein, Portal sowie Fenster in Sandsteineinfassungen. Chor vom polygonalem halben Kegeldach mit Aufschieblingen überfangen. Zur Innenausstattung gehören u.a. ein gotisches Taufbecken, eine bemalte hölzerne Kanzel des 16. Jh. sowie eine Holzskulptur einer Mondsichelmadonna um 1500.                                                                           | 32649006 | Weitere Bilder |
| Schachtweg 8 52° 17′ 35″ N, 10° 50′ 30″ O | Wohnhaus    | Zweigeschossiges freistehendes Wohnhaus aus Ziegelmauerwerk unter flachem Walmdach auf Drempel. Fenster unter Segmentbögen, eingezogene Brüstungen, im OG in Ziegelziersetzung, horizontale Gliederung durch Gesimse, Drempel mit Fenstern und Zahnschnitt im Traufgesims. An der Nordseite ein Fachwerk-Wintergarten-Anbau mit Putzausfachung und lichtflutenden Rundfenstern. | 32649042 | BW             |
| Schachtweg 9 52° 17′ 34″ N, 10° 50′ 31″ O | Wohnhaus    | Freistehender zweigeschossiger Ziegelbau auf Kellersockel unter Walmdach in Falzziegeldeckung. Eingang mit vorgelagerter Treppe am Mittelrisalit, Fenster unter Natursteinstürzen mit Entlastungsbögen aus Ziegelstein. Mauerwerk in Binderschichten gemauert, geschosstrennende Gesimse, darüber eingezogene Brüstungsfelder unter den Obergeschossfenstern sowie ein Sohlbankgesims. Fenster im OG von Fächerrosetten überfangen. An der Traufe ein Konsolgesims, Mittelrisalit vom Zwerchhaus mit spitzen profiliertem Dreieckgiebel abgeschlossen. Die in Lisenen hervorgehobene Gebäudeecken sind von Obelisken bekrönt. | 32649062 | BW             |

### Rittergut Beienrode
ID: 32628949
Ortsbildprägende und ortsgeschichtlich bedeutende Anlage des Rittergutes mit schlichtem Herrenhaus, einem stattlichen Pächter/Torhaus, Gesindehäusern und Wirtschaftsflügeln im Kontext eines vierseitig geschlossenen Wirtschaftshofes und einem südöstlich anschließendem Gutsparkes

| Lage                                                 | Bezeichnung        | Beschreibung | ID       | Bild |
| ---------------------------------------------------- | ------------------ | --- | -------- | ---- |
| Beienroder Hauptstraße 1 52° 17′ 32″ N, 10° 50′ 1″ O | Herrenhaus         | Schlichter zweigeschossiger verputzter Massivbau mit nördlichem Torhaus und abgewinkeltem Herrenflügel. Dreigeschossiges Torhaus unter Mansarddach mit Dachreiter und Turmuhr. Mittige Durchfahrt mit Rustica-Einfassung, schmiedeeisernen Tympanon sowie bekrönendem Wappenrelief. Schlichte rechteckige sandsteingefasste Fenster. Westlicher Hauptflügel unter Halbwalmdach in Ziegelpfannendeckung, mit vorkragendem außermittigen Risaliten, diese abgeschlossen von dreieckigen Zwerchhäusern mit Okolus. Im Inneren Saal mit Rokokostuck sowie Wandgemälde von Anfang des 20. Jh. Zwischen Torhaus und Hauptflügel eingeschossiger Verbindungsbau mit Fachwerkladeerker. | 32659665 |      |
| Beienroder Hauptstraße 1 52° 17′ 31″ N, 10° 50′ 4″ O | Kavaliershaus      | Zweigeschossiges Kavaliershaus unter Mansardenwalmdach in Ziegelpfannendeckung. EG verputzt, mit scheitrechten Öffnungen in Sandsteineinfassungen. Achsenmittiger Zugang hinter Freitreppe sowie achsenmittiges Zwerchhaus in Fachwerkbauweise, ausgebautes DG mit zahlreichen Gauben. | 52500699 | BW   |
| Beienroder Hauptstraße 1 52° 17′ 31″ N, 10° 50′ 2″ O | Gesindehaus        | Abgewinkelter zweiflügeliger und eingeschossiger Massivbau unter Mansarddach in Ziegelpfannendeckung. Rechteckige Öffnungen mit Sandsteineinfassungen, am südöstlichen Flügel wohl Erweiterungen von Beginn des 20. Jh. | 32647133 | BW   |
| Beienroder Hauptstraße 1 52° 17′ 33″ N, 10° 50′ 4″ O | Wirtschaftsgebäude | Stattliche Wirtschaftsflügel auf T-förmigen Grundriss unter Satteldach in Krempziegeldeckung. Öffnungen in Segmentbogenform, auf der Nordseite großes natursteingefasstes außermittiges Längsdurchfahrtstor, südlich als hölzerne Schiebetore mit Ladeluke darüber. Öffnungen größtenteils in Segmentbogenformen sowie weitere Erweiterungen des 19. Jh. | 32659594 | BW   |
| Beienroder Hauptstraße 1 52° 17′ 31″ N, 10° 50′ 7″ O | Mauer              | Gutshofmauer aus Sandstein-Schichtmauerwerk mit barocken Umformungen in Form von Eckverzahnungen und bekrönenden steinernen Vasenaufsätzen. Im Kern wohl noch Bestand der ursprünglichen Gutsanlage des 15. Jh. | 32648973 | BW   |
| Beienroder Hauptstraße 1 52° 17′ 28″ N, 10° 50′ 6″ O | Park               | | 32648939 | BW   |
| Steinumer Straße 1 52° 17′ 34″ N, 10° 50′ 5″ O       | Arbeiterwohnhaus   | Eingeschossiges, traufständiges kleines Wohnhaus unter Satteldach in Ziegelpfannendeckung. Mauerwerk in ortstypischen Bruchstein, Fassadenöffnungen mit massiven Sandsteineinfassungen. | 32649082 | BW   |
| Steinumer Straße 2 52° 17′ 33″ N, 10° 50′ 6″ O       | Arbeiterwohnhaus   | Eingeschossiges, traufständiges kleines Wohnhaus unter Satteldach in Ziegelpfannendeckung. Mauerwerk in ortstypischen Bruchstein, Fassadenöffnungen mit massiven Sandsteineinfassungen. | 32649116 | BW   |
| Steinumer Straße 3 52° 17′ 33″ N, 10° 50′ 6″ O       | Arbeiterwohnhaus   | Eingeschossiges, traufständiges kleines Wohnhaus unter Satteldach in Ziegelpfannendeckung. Mauerwerk in ortstypischen Bruchstein, Fassadenöffnungen mit massiven Sandsteineinfassungen. | 32649116 | BW   |
| Steinumer Straße 4 52° 17′ 33″ N, 10° 50′ 6″ O       | Arbeiterwohnhaus   | Eingeschossiges, traufständiges kleines Wohnhaus unter Satteldach in Ziegelpfannendeckung. Mauerwerk in ortstypischen Bruchstein, Fassadenöffnungen mit massiven Sandsteineinfassungen. | 32649133 | BW   |
| Steinumer Straße 5 52° 17′ 32″ N, 10° 50′ 7″ O       | Arbeiterwohnhaus   | Zweigeschossiges, traufständiges Wohnhaus unter Satteldach in Ziegelpfannendeckung. Mauerwerk in ortstypischen Bruchstein, Fassadenöffnungen mit massiven Sandsteineinfassungen. | 32649150 | BW   |
| Steinumer Straße 8 52° 17′ 33″ N, 10° 50′ 8″ O       | Arbeiterwohnhaus   | Eingeschossiges, traufständiges Wohnhaus unter Satteldach in Ziegelpfannendeckung. Mauerwerk in ortstypischen Bruchstein, Fassadenöffnungen mit massiven Sandsteineinfassungen. | 32649202 | BW   |
| Steinumer Straße 9 52° 17′ 33″ N, 10° 50′ 8″ O       | Arbeiterwohnhaus   | Eingeschossiges, traufständiges Wohnhaus unter Satteldach in Ziegelpfannendeckung. Mauerwerk in ortstypischen Bruchstein, Fassadenöffnungen mit massiven Sandsteineinfassungen. | 32649219 | BW   |
| Steinumer Straße 10 52° 17′ 33″ N, 10° 50′ 9″ O      | Arbeiterwohnhaus   | Eingeschossiges, traufständiges Wohnhaus unter Satteldach in Ziegelpfannendeckung. Mauerwerk in ortstypischen Bruchstein, Fassadenöffnungen mit massiven Sandsteineinfassungen. | 32657763 | BW   |

## Bisdorf

### Rittergut Bisdorf
ID: 32629856
Landschaftsbildprägendes Ensemble mit zwei Guts-/Herrenhäusern sowie Wohn- und Wirtschaftsgebäuden aus dem 18. und 19. Jh. Großer zentraler rechteckiger Gutshof sowie im Süden Parkfläche, ein Küchengarten und ein Feuerlöschteich nördlich der Scheune.

| Lage                                        | Bezeichnung                | Beschreibung | ID       | Bild |
| ------------------------------------------- | -------------------------- | --- | -------- | ---- |
| Bisdorf 1 52° 19′ 34″ N, 10° 53′ 26″ O      | Schafstall                 | Ziegelbaubau mit Drempelgeschoss und stützlosem Dachwerk. Im Kern 1906 errichtet, Wiederaufbau im Jahr 1955, Datierung „1906/1955“ im Südgiebel. Im EG Rundstützen und eine preußische Kappendecke, für Großveranstaltungen in jüngster Zeit denkmalgerecht umgenutzt. Vordach nach Norden. | 32657763 |      |
| Bisdorf 1 52° 19′ 32″ N, 10° 53′ 29″ O      | Verwalterhaus              | Zweigeschossiger verputzter Ziegelbau auf Naturstein-Quadersockel unter Satteldach in Ziegelpfannendeckung. Achsenmittiger und östlich außermittiger Zugang, Fenster unter Segmentbögen, geschosstrennendes Gesimsband. Grundrissstruktur, Treppenanlagen sowie die Außen- und Innentüren zum Teil bauzeitlich. Neuerer Ausbau zum Herrenhaus mit Portikus, Pilastergliederung und Fenstereinfassungen sowie einem mittigen Zwerchhaus mit Wappenstein im Giebelfeld. | 32657738 |      |
| Bisdorf 1 52° 19′ 35″ N, 10° 53′ 30″ O      | Scheune                    | Große Scheune aus Bruchsteinmauerwerk auf Natursteinsockel unter Halbwalmdach. Hofseitig große hölzerne Rolltore, Fenster unter Segmentbogenstürzen. Giebelfelder Ziegelpfannenverschalt. Scheune heute für Getreidetrockung und -lagerung genutzt. Nördliche Hofbegrenzung gegenüber dem Verwalterwohnhaus. | 32656602 | BW   |
| Bisdorf 1 52° 19′ 36″ N, 10° 53′ 28″ O      | Mauer                      | In Verlängerung der südlichen Traufe vom Gutshaus und den Wirtschaftsanbauten und entlang der kompletten Westseite des Rittergutes verlaufende Sandsteinmauer. | 32656623 | BW   |
| Bisdorf 1 / 2 52° 19′ 32″ N, 10° 53′ 29″ O  | Hofpflasterung             | Hofplasterung aus Lesestein (Flusskiesel). Älteste Teile wohl noch von um 1726. | 32690604 | BW   |
| Bisdorf 2 52° 19′ 33″ N, 10° 53′ 27″ O      | Gutshaus, Altes Herrenhaus | Zweigeschossiger Fachwerkbau auf Kalkbruchsteinsockel unter Mansarddach in Krempziegeldeckung, Kopfbau mit nördlich anschließenden Wirtschaftsflügeln. Quadratische Grundfläche, symmetrisches Fachwerkgefüge mit zweifeldigen Sterben sowie verputzter Ausfachung, westliche Gebäudeseite in Ziegelpfannenbehang. Profiliertes hölzernes Trauf- und Mansardenabschlussgesims.                                                                                        | 32656577 |      |
| Bisdorf 2 52° 19′ 33″ N, 10° 53′ 27″ O      | Wirtschaftsflügel          | Eingeschossige Wirtschaftsflügel als gleichzeitige Anbauten zum Gutshaus, den westlichen Abschluss des Gutshofes bildend. Fachwerkbau auf Natursteinsockel unter Satteldach, Fachwerkgefüge mit zweifeldigen Streben und verputzter Ausfachung, Westseite in Ziegelpfannenbehang. Im Westflügel mittige Tordurchfahrt mit Ladeerker, im Nordflügel Ladeerker. Ursprünglich Stallungen sowie Speicher- und Wirtschaftsräume, heute zu Veranstaltungszwecken ausgebaut. | 32689725 |      |
| Bisdorf 3 52° 19′ 36″ N, 10° 53′ 27″ O      | Forsthaus                  | Eingeschossiger, zweiflügeliger Fachwerkbau unter Satteldächern. Kernbau in Geschossbauweise von um 1726, erweitert um einen Fachwerkbau von um 1800. Nördliche Giebelseite mit Ziegelpfannenbehang, südliche Seite mit Zwerchgiebel. | 32657805 | BW   |
| Bisdorf 3 52° 19′ 36″ N, 10° 53′ 28″ O      | Waschhaus                  | Eingeschossiger massiver Bau unter Satteldach rückwärtig vom Forsthaus. | 32689795 | BW   |
| Bisdorf 3 52° 19′ 37″ N, 10° 53′ 28″ O      | Stallscheune               | Giebelständige Stallscheune in Fachwerkbauweise unter Satteldach, dem Forsthaus vorgelagert. | 32692216 | BW   |
| Bisdorf 6 – 9 52° 19′ 36″ N, 10° 53′ 35″ O  | Landarbeiter-Doppelhaus    | Eingeschossiger Ziegelbau auf Kalksteinsockel unter Halbwalmdach in Ziegelpfannendeckung. Symmetrischer Aufbau, beide Gebäudehälften jeweils mit achsenmittigen Zugang hinter Vordach. Fenster mit Segmentbogenstürzen und Klappläden. Südliche Giebelseite in Ziegelpfannenbehang. | 52529566 | BW   |
| Bisdorf 6 – 9 52° 19′ 35″ N, 10° 53′ 35″ O  | Waschhaus                  | Eingeschossiges kleines Waschhaus südlich der ehemaligen Arbeiterhäuser. Ziegelbau unter Walmdach in Krempziegeldeckung mit Aufschieblingen. Dachüberstand auf sichtbaren Balkenköpfen, Öffnungen mit Segmentbogenstürzen. | 32694060 | BW   |
| Bisdorf 6 – 10 52° 19′ 36″ N, 10° 53′ 36″ O | Stallscheune               | Eineinhalbgeschossiger rückwärtiger Stallflügel in Ziegelbauweise unter Satteldach in Ziegelpfannendeckung. Stalltüren mit Segmentbogenstürzen, darüber jeweils ein Ladestock. | 32694039 | BW   |

## Boimstorf
| Lage                                          | Bezeichnung               | Beschreibung | ID       | Bild |
| --------------------------------------------- | ------------------------- | --- | -------- | ---- |
| Freikamp 4 52° 18′ 43″ N, 10° 46′ 39″ O       | Doppelwohnhaus            | Traufständiger, eingeschossiger Bruchsteinbau unter Satteldach in Krempziegeldeckung. Südlicher Mittelrisalit mit Fachwerk in Ziegelausfachung im Zwerchhaus, flankiert von den jeweiligen Eingängen zu den Querdielen des Doppelwohnhauses. Im östlichen Giebelfeld eine Ladeluke. Städtebaulich markant auf dem Eckgrundstück der Straßenkreuzung Freikamp/Wilhelmstraße. | 32649253 | BW   |
| Kirchplatz 10 52° 18′ 36″ N, 10° 46′ 45″ O    | Christuskirche            | Saalkirche aus Natursteinmauerwerk auf profiliertem Sockel unter Satteldach in engobierter Krempziegeldeckung, geradem Chorschluss und Westturm. Langschiff mit Rundbogenfenstern verschiedener Größe, überhöhte Giebelfelder. Westturm mit südlicher halbrunden Auslucht sowie Westportal mit darüber liegendem Lichtfenster. Glockengeschoss mit Rundbogen-Schallarkaden, oberer Abschluss mit ausgekehltem schiefergedecktem Pyramidenhelm mit Turmuhr, Außenglocke und Wetterfahne. Im Inneren eine 1990 – 1992 freigelegte reiche historistische Ausmalung sowie ein Taufstein von 1648.                                        | 32649289 |      |
| Steinweg 5 52° 18′ 35″ N, 10° 46′ 44″ O       | Schule                    | Giebelständiger Fachwerkbau auf Sockel unter Halbwalmdach in Ziegelpfannendeckung. Symmetrisches Fachwerkgefüge mit entgegenlaufenden dreifeldigen Streben, verputzte Ausfachung mit Bordüren. Eingang zur südlichen Traufseite, das westliche Giebelfeld in Ziegelpfannenbehang. Später ausgebautes DG. | 32649310 |      |
| Steinweg 11 52° 18′ 33″ N, 10° 46′ 43″ O      | Wohnhaus                  | Zweigeschossiger freistehender Ziegelbau auf Kellersockel unter Walmdach. Nahezu quadratischer Grundriss. Straßenseitige Fassade mit Mittelrisalit und Zwerchgiebel, dort im Tympanon Relief mit Putten. Mittiger Haupteingang hinter zweiläufiger Treppe mit Podest und gusseisernen Handlauf. Öffnungen in Stuckeinfassungen der Neorenaissance, eingezogene Brüstungsfelder mit Reliefs im überhöhten Risalit. Oberer Abschluss mit Drempel sowie Konsolgesims. Haupthaus einer Hofanlage. | 32646837 | BW   |
| Steinweg 12 52° 18′ 35″ N, 10° 46′ 40″ O      | Wohnhaus                  | Stattliches Fachwerkhaus auf Natursteinsockel unter Halbwalmdach in Ziegelpfannendeckung. Hofseitiger Haupteingang mit vorgelagerter Eingangsterrasse, darüber Zwerchhaus mit Uhlenloch im Giebelfeld. Symmetrisches Fachwerkgefüge mit gekuppelten Ständern, Seitenaussteifung mit großen Andreaskreuzen, rückwärtig dreifeldige Streben. Haupthaus der Hofanlage. | 32660112 | BW   |
| Steinweg 12 52° 18′ 35″ N, 10° 46′ 42″ O      | Scheune                   | Östlicher Fachwerkflügel auf Sockel unter Satteldach in Krempziegeldeckung. Ständerfachwerk mit dreifeldigen Streben und Ziegelsichtausfachung. Hofseitige Fassade mit Wirtschaftstoren sowie Ladeluken. | 32648071 | BW   |
| Steinweg 12 52° 18′ 34″ N, 10° 46′ 41″ O      | Stall                     | Zweigeschossiger Stallflügel unter Halbwalmdach in Krempziegeldeckung. EG in Bruchsteinmauerwerk, Fenster unter Segmentbögen aus Ziegelstein mit Natursteineinfassung, Eckquaderung aus Naturstein in Lang-Kurz-Verband. OG in Fachwerk mit zweifeldigen Streben und Ziegelausfachung. | 32647519 | BW   |
| Steinweg 14 52° 18′ 34″ N, 10° 46′ 39″ O      | Wohnhaus                  | Zweigeschossiges Fachwerkhaus auf Werksteinsockel unter Satteldach in Ziegelpfannendeckung. Nordwestliche Traufseite mit mittigen dreiachsigen Eingangsrisalit mit vorgelagerter Freitreppe. Symmetrisches Fachwerkgefüge mit Andreaskreuzen in den Brüstungsbereichen und als Eckaussteifungen, Ausfachung teils in Ziegelziersetzung, rückwärtig mit entgegenlaufenden geschosshohen Streben. | 32646889 |      |
| Steinweg 14 52° 18′ 35″ N, 10° 46′ 38″ O      | Wirtschaftsgebäude        | Hufeisenförmig angeordnete Wirtschaftsflügel unter Satteldächern in Krempziegeldeckung. Nördlicher Wirtschaftsflügel mit G außen in Bruchsteinmauerwerk, innen in Ziegelmauerwerk, Fenster und Wirtschaftsöffnungen unter Segmentbögen. OG in Fachwerk, außen in verputzter und innen in sichtbarer Ziegelsetzung. Nordwestlicher Torflügel ebenso gestaltet, Fenster teils in Sandsteineinfassungen, mittig großes Durchfahrtstor, innen von kleinen außermittigen Ladestock bekrönt. Westlicher Gebäudeteil zu Wohnzwecken genutzt. Südlicher Gebäudeflügel in Fachwerk auf Werksteinsockel mit hofseitigen großen Wirtschaftstor. | 32647553 | BW   |
| Sundernstraße 10 52° 18′ 42″ N, 10° 46′ 43″ O | Wohn-/ Wirtschaftsgebäude | Zweigeschossig, traufständig in Fachwerkbauweise auf Werksteinsockel unter Halbwalmdach in Krempziegeldeckung. Symmetrisches Fachwerkgefüge mit entgegenlaufenden zweifeldigen Streben sowie eine verputzten Ausfachung. Wohnteil mit Querdiele, westlicher Wirtschaftsteil ebenfalls mit Querdiele mit darüber liegender Ladeluke, westlich schließt ein abgeschleppter Anbau mit Ladeluke an. | 32646906 | BW   |

## Bornum am Elm
| Lage                                               | Bezeichnung                | Beschreibung | ID       | Bild           |
| -------------------------------------------------- | -------------------------- | --- | -------- | -------------- |
| 52° 16′ 35″ N, 10° 44′ 21″ O                       | Gedenkstein Am Löhnebruche | | 32646941 | BW             |
| Am Dorfe 16 52° 15′ 39″ N, 10° 45′ 20″ O           | Wohnhaus                   | Zweigeschossiger, langgezogener Gebäudeflügel in Kalksteinmauerwerk unter Walmdach in Krempziegeldeckung. Fenster mit massiven Sandsteingewänden. | 32646959 | BW             |
| Am Dorfe 16 52° 15′ 39″ N, 10° 45′ 20″ O           | Nebengebäude               | Eingeschossig aus Elmkalkstein-Mauerwerk unter Satteldach in Ziegelpfannendeckung. Dachgiebel in Fachwerk. | 32646976 | BW             |
| Am Dorfe 19 52° 15′ 38″ N, 10° 45′ 17″ O           | Bergfried                  | Rechteckiger zweiseitig eingebauter Wohnturm (Kemenate) aus Kalkstein-Bruchsteinmauerwerk. Laut Ausweis der verbauten Rundbogenfenster romanisch. Innen zwei kreuzgratgewölbte Geschosse. | 32646993 | BW             |
| Am Dorfe 28 52° 15′ 43″ N, 10° 45′ 12″ O           | Wohnhaus                   | Weit zurückgesetztes traufständiger Fachwerkbau in Stockwerksbauweise unter Satteldach in Krempziegeldeckung. Achsenmittiger Haupteingang mit Querdiele, symmetrischer Fachwerkabbund mit zweifeldigen Streben sowie verputzte Ausfachung. | 32647030 | BW             |
| Am Dorfe 29 52° 15′ 42″ N, 10° 45′ 12″ O           | Wohn-/ Wirtschaftsgebäude  | Zweigeschossiges, traufständiger Fachwerkbau auf niveauausgleichenden Kalksteinsockel unter Halbwalmdach in Krempziegeldeckung. Symmetrisches Fachwerkgefüge mit gekuppelten Ständern und entgegenlaufenden Streben sowie verputzter Ausfachung. Achsenmittiger Haupteingang mit dahinterliegenden Querdiele, im östlichen Gebäudetrakt Wirtschaftsöffnungen.                                                                | 32649329 | BW             |
| An der Linde 1 52° 15′ 34″ N, 10° 45′ 8″ O         | Wohnhaus                   | Zweigeschossiger Ziegelbau auf Kalksteinsockel unter Satteldach in Ziegelpfannendeckung. Fenster und bauplastische Einfassungen im Stile der Neorenaissance. Achsenmittiger Eingang mit vorgelagerter Treppe mit Hochpodest und gusseiserner Brüstung. Haupthaus einer Hofanlage. | 32649348 | BW             |
| Dorfstraße 10 52° 15′ 34″ N, 10° 45′ 9″ O          | Schule                     | Zweigeschossiges und traufständiges Fachwerkgebäude auf hohen Kalkstein-Kellersockel unter Halbwalmdach in Hohlpfannendeckung. Achsenmittige Eingangstür mit dahinterliegenden Querdiele, symmetrisches Fachwerkgefüge mit entgegenlaufenden dreifeldigen Streben, Ausfachung in Ziegelsichtsetzung. Rückwärtiges EG in massiven Kalksteinmauer sowie sandsteingefassten Rechtecksfenstern, OG leicht vorkragend mit Behang. | 32649401 | BW             |
| Dorfstraße 10 52° 15′ 34″ N, 10° 45′ 9″ O          | Einfriedung                | Straßenseitige Grundstückseinfriedung aus Kalksteinmauerwerk mit Abdeckplatten auf den Mauerkornen. Kalksteinpfeiler mit abgerundeten Kopfstücken mit dazwischen eingezapften Holzstaketenzaun. | 32692735 | BW             |
| Dorfstraße 18 52° 15′ 41″ N, 10° 45′ 5″ O          | Scheune                    | Fachwerkbau auf hohem Elmkalk-Werksteinsockel unter Halbwalmdach in Ziegelpfannendeckung. Im Osten seitliche Längsdurchfahrt, Fachwerkgefüge mit gebogenen Streben und verputzte Ducksteinausfachung, in den Giebeltrapezen Lehmziegel, mit Vertikalbohlen verbrettert. Innere Raumordnung im Wesentlichen erhalten. | 32648863 | BW             |
| Dorfstraße 18 52° 15′ 41″ N, 10° 45′ 5″ O          | Einfriedung                | An die Fachwerkscheune anschließende Kalkstein-Werksteinmauer mit Hofeinfahrt. | 32691955 | BW             |
| Im Winkel 19 52° 15′ 36″ N, 10° 45′ 3″ O           | Wohn-/ Wirtschaftsgebäude  | | 32649455 | BW             |
| Kirchstraße 1 52° 15′ 36″ N, 10° 45′ 9″ O          | Wohn-/ Wirtschaftsgebäude  | Zweigeschossiger und traufständiger Fachwerkbau unter Halbwalmdach in Krempziegeldeckung. Achsenmittiger Haupteingang mit darüber platzierter Inschriftentafel mit der Datierung „1871“ im Brüstungsfeld des OG. Symmetrisches Fachwerkgefüge mit zweifeldigen und gebogenen Streben, verputzte Ausfachung. Östlich Fachwerk-Wirtschaftsanbau mit Einfahrtstor und vorkragendem OG, Ausfachung in Ziegelsichtsetzung.        | 32649474 | BW             |
| Kirchstraße 2 52° 15′ 37″ N, 10° 45′ 11″ O         | Pfarrhaus                  | Zweigeschossiger Fachwerkbau unter Walmdach in Krempziegeldeckung. Fachwerkgefüge mit zweifeldigen Streben sowie K-Streben, verputzte Ausfachung. Außermittiger südlicher Eingang, am Ostgiebel kleiner abgeschleppter älterer Anbau. | 32649512 | BW             |
| Kirchstraße 2 52° 15′ 36″ N, 10° 45′ 11″ O         | Einfriedung                | Straßenseitige Einfriedung aus Bruchsteinmauerwerk mit Abdeckplatten im Bereich der Mauerkronen. „MDCCLXVI“ (1766) als Inschrift im Torsturz. | 32692784 | BW             |
| Kirchstraße 7 52° 15′ 38″ N, 10° 45′ 13″ O         | Scheune                    | Langgestreckter Bau mit hofseitiger Längsdiele. An den Giebeln und an der rechten Traufwand Bruchsteinaußenwände mit gequaderten Ecken, ansonsten Fachwerkaußenwände. Hochkeller am straßenseitigen Giebel. Erbaut nach Brandkasse im Jahre 1855. | 32658065 | BW             |
| Kirchstraße 11 / 11 a 52° 15′ 41″ N, 10° 45′ 10″ O | Wohn-/ Wirtschaftsgebäude  | Zweigeschossiger, langgestreckter Fachwerkbau auf Kalksteinquadersockel unter Halbwalmdach in Krempziegeldeckung. Symmetrischer Fachwerkabbund mit entgegenlaufenden zweifeldigen Streben und verputzter Ausfachung, im Wohnteil befinden sich gekuppelte Ständer. Über außermittigen Eingang eine Inschriftentafel. Südliche Fassadenseite mit Wirtschaftsöffnungen.                                                        | 32660248 | BW             |
| Kirchstraße 11 / 11 a 52° 15′ 40″ N, 10° 45′ 10″ O | Wirtschaftsgebäude         | | 32647655 | BW             |
| Sichter 6 52° 15′ 35″ N, 10° 45′ 12″ O             | Schule                     | Zweigeschossiges Wohnhaus aus Elmkalkstein auf Sockel unter Krüppelwalmdach in Ziegelpfannendeckung. Nordöstlich ein außermittiger Risalit mit Zwerchgiebel und Uhlenloch, südwestlich ebenso Mittelrisalit mit flankierenden Eingang mit Windfang. Durchfensterung mit Segmentbogenfenstern, geschosstrennendes Gurtgesims.                                                                                                 | 32649565 | BW             |
| Sichter 8 52° 15′ 35″ N, 10° 45′ 10″ O             | Christophoruskirche        | | 32649585 | Weitere Bilder |
| Sichter 8 52° 15′ 36″ N, 10° 45′ 12″ O             | Gefallenendenkmal          | Zentraler Obelisken mit Widerlagern und Inschriften sowie Namenslisten für die aus dem Orte stammenden Gefallenen des Ersten Weltkrieges, sowie im Kreis später angefügten steinernen Kreuzen mit Namenslisten der Gefallen des Zweiten Weltkrieges. | 32649603 | BW             |
| Sichter 8 52° 15′ 36″ N, 10° 45′ 10″ O             | Einfriedung                | Nördliche niveauausgleichende Kirchhofeinfriedung aus Elbkalkstein-Mauerwerk, die Mauerkronen mit Abdeckplatten. | 32692589 | BW             |

## Glentorf
| Lage                                             | Bezeichnung               | Beschreibung | ID       | Bild           |
| ------------------------------------------------ | ------------------------- | --- | -------- | -------------- |
| Boimstorfer Straße 1 52° 19′ 36″ N, 10° 48′ 4″ O | Gasthaus                  | Zweigeschossiger traufständiger Fachwerkbau auf Werksteinsockel unter Satteldach in Ziegelpfannendeckung, achtachsige annähernd symmetrische Frontfassade mit reicher Zierde mit Andreaskreuzen, verputzte Ausfachung. Von der Straße leicht zurückgesetzt. | 32649652 | BW             |
| Drosselgasse 4 52° 19′ 39″ N, 10° 48′ 19″ O      | Wohn-/ Wirtschaftsgebäude | Zweigeschossiger Fachwerkbau auf Kalksteinsockel unter Satteldach In Ziegelpfannendeckung. Westlicher Wirtschaftsteil mit Dielentor uns Sinnspruch im Torsturz: „Jacob Lossies. Catrina Theielken. Den 30 Aprilis Anno 1670.“ Westliches Giebelfeld mit Krempziegelbehang sowie Ladeluke kragt über geschwungenen Kopfbändern vor. Im Innenhof Zugang zum östlichen zweigeschossigen Wohnteil über klassizistisch gefasste Eingangstür. Fachwerkgefüge mit zweifeldigen Streben und verputzter Ausfachung.                                                                          | 32647383 | BW             |
| Drosselgasse 4 52° 19′ 39″ N, 10° 48′ 20″ O      | Scheune                   | Fachwerkscheune auf Kalksteinsockel unter Satteldach in Krempziegeldeckung. Hofseitige Wirtschaftstore, Fachwerkgefüge mit zweifeldigen Streben und Ziegelsichtausfachung, im Norden mit abgeschleppten Dach. Südliche Gebäudehälfte massiv mit EG in Kalkstein-, im OG in Ziegelmauerwerk. | 32647929 | BW             |
| Drosselgasse 4 52° 19′ 39″ N, 10° 48′ 19″ O      | Scheune                   | Am Parzellengrundstück entlang abgeknickte Fachwerkscheune unter Satteldach in Krempziegeldeckung, auf teils hohen massiven Sockel. Fachwerkgefüge mit gebogenen Streben und Ziegelausfachung. Westliche Toreinfahrt. | 32648483 | BW             |
| Feldweg 52° 19′ 59″ N, 10° 48′ 16″ O             | Eisenbahnbrücke           | | 32649620 | BW             |
| Gutsstraße 5 52° 19′ 34″ N, 10° 48′ 12″ O        | Wirtschaftsgebäude        | Wirtschaftsflügel im südwestlichen Teil der Hofanlage. | 32647946 | BW             |
| Gutsstraße 5 52° 19′ 35″ N, 10° 48′ 13″ O        | Wirtschaftsgebäude        | Fachwerkbau in Geschossbauweise unter Halbwalmdach in Ziegelpfannendeckung mit verschalten Giebelfeldern. Fachwerkgefüge teils massiv ersetzt, ansonsten mit verputzter Ziegelausfachung. Westlich ein kleiner abgewinkelter Anbau. | 51179878 | BW             |
| Gutsstraße 5 52° 19′ 34″ N, 10° 48′ 14″ O        | Wohn-/ Wirtschaftsgebäude | | 32659993 | BW             |
| Gutsstraße 6 52° 19′ 36″ N, 10° 48′ 15″ O        | Pfarrhaus                 | Zweigeschossiger, traufständiger Fachwerkbau auf Sockel unter Halbwalmdach in Ziegelpfannendeckung. Mittiger Hauseingang und Querdiele, symmetrischer Fachwerkabbund mit zweifeldigen Streben sowie verputzter Ausfachung. Winkelförmige neuere Anbau gehört nicht zum Denkmalbestand. | 32649706 | BW             |
| Gutsstraße 8 52° 19′ 33″ N, 10° 48′ 20″ O        | Herrenhaus                | Eingeschossiger Ziegelbau auf hohen Elmkalkquadersockel unter Satteldach. Breiter, kräftig vorgezogener übergiebelter Mittelrisalit, gestalterisch durch Werksteineinfassungen hervorgehoben. Über dem Eingang eine Steintafel mit den Wappen von der Asseburg, von Veltheim und von Mandesloh, flankiert von Kyratiden, mit einer Datierung „1672“. | 32659267 | BW             |
| Gutsstraße 8 52° 19′ 33″ N, 10° 48′ 20″ O        | Herrenhaus (Alter Flügel) | Zweigeschossiger Fachwerkbau unter hohem Halbwalmdach, datiert auf 1693. EG hofseitig massiv ersetzt, sonst vollständig erhalten. Fachwerkgefüge mit K-Streben sowie verputzter Ausfachung. | 32659611 | BW             |
| K 6 52° 19′ 53″ N, 10° 48′ 4″ O                  | Eisenbahnbrücke           | 4 m lang, 6 m breit und 5 m hoch. Sandsteinqauderbau. Rundbogenbrücke mit divergierenden Futtermauern. Im Originalzustand erhalten, um 1900 errichtet. | 39445713 | BW             |
| Kirchblick 1 52° 19′ 35″ N, 10° 48′ 10″ O        | Schule                    | Zweigeschossiger Fachwerkbau auf Sockel unter Walmdach in Ziegelpfannendeckung. Symmetrisches Fachwerkgefüge mit dreifeldigen Streben sowie verputzter Ausfachung. | 32649811 | BW             |
| Kirchblick 52° 19′ 34″ N, 10° 48′ 11″ O          | Friedenskirche            | Saalkirche aus Kalkbruchsteinmauerwerk mit Westturm auf quadratischem Grundriss. Langhaus mit hohen Rundbogenfenstern, von Überdachungen in Ziersteinsetzung halbkreisförmig überfangen, Satteldach in Ziegelpfannendeckung. Westturm mit Rundbogenportal mit Kreuzrelief im Tympanon, Glockengeschoss mit einzelnen Bogenfenstern, oberer Abschluss durch ein ausgekehltes Pyramidendach. Zur Ausstattung gehören u.a. ein Taufstein von 1675, eine große Glocke von 1450 sowie eine kleine Schlagglocke aus dem 11./12. Jh. Der Eingangsbelag besteht aus ehemaligen Grabplatten. | 32649759 | Weitere Bilder |
| Kirchblick 52° 19′ 35″ N, 10° 48′ 11″ O          | Gefallenendenkmal         | Gefallenendenkmal zum Gedenken an die aus dem Orte stammenden und in den Weltkriegen gefallenen Soldaten. | 32649794 | BW             |
| Kirchblick 52° 19′ 34″ N, 10° 48′ 10″ O          | Kirchhof                  | Die Friedenkirche umgebende Grünfläche mit Einfriedung, Baumbestand und alten Grabsteinen. | 32649776 | BW             |
| Zum Schuntertal 16 52° 19′ 44″ N, 10° 48′ 17″ O  | Wassermühle               | Zweigeschossiges Wohnhaus in Ziegelbauweise unter Schopfwalmdach in Ziegelpfannendeckung. Im Norden kleiner Anbau, wohl ursprünglich mit Mühlenrad und Mühlentechnik. An südöstlicher Fassadenseite Reliefstein mit Inschrift: „Georg von Veltheim 1854“. | 32649844 | BW             |
| 52° 19′ 57″ N, 10° 48′ 10″ O                     | Schunterbrücke            | Stattlicher, landschaftsprägender Quaderbau mit vier Segmentbögen über Schunter und Überschwemmungswiesen. Gliederung in zwei breite Hauptbögen und seitliche, zum Bahndamm überleitende kleinere Bögen. Originalzustand von um 1900. Bogenbrücke der ehemaligen Bahnlinie Schandelah – Oebisfelde. | 32649636 | BW             |

## Groß Steinum
| Lage                                           | Bezeichnung        | Beschreibung | ID       | Bild           |
| ---------------------------------------------- | ------------------ | --- | -------- | -------------- |
| Am Kirchberg 52° 15′ 53″ N, 10° 52′ 15″ O      | St.-Lorenz-Kirche  | Neogotischer Saalbau aus Kalsteinquadermauerwerk mit Westturm. Langschiff mit Fünfachtel-Chorschluss, großen dreibahnigen Maßwerksfenstern in Spitzbögen sowie Strebepfeilern, Satteldach mit Ziegelpfannendeckung sowie kleinen Dachhäuschen, überhöhte Giebel zum Chor und Westturm. Dreigeschossiger Westturm mit Westportal, Strebepfeilern, im Erdgeschoss Lichtfenster. Geschossgliederung durch Gesimse, im ersten Obergeschoss Biforien, im Glockengeschoss gekuppelte Schallarkaden. Oberer Abschluss mit einem hohen schiefergedeckten Knickhelm mit Turmuhr, Knauf und Wetterfahne. Innen ein Kreuzgratgewölbe mit filigraner Deckenmalerei. | 32649863 | Weitere Bilder |
| Am Kirchberg 52° 15′ 53″ N, 10° 52′ 16″ O      | Denkmal            | Findlingsblock an der Südseite des Kirchberges mit eingemeißeltem „Eisernen Kreuz“ und den Jahreszahlen „1813 – 1913“. Aufgestellt anlässlich des 100-jährigen Jubiläums der Völkerschlacht bei Leipzig. | 32649897 | BW             |
| Am Kirchberg 52° 15′ 53″ N, 10° 52′ 14″ O      | Kirchhof           | Steiles Hügelgelände mit Grünfläche, Baumbestand, zwei Kriegsdenkmälern und Einfriedung. | 32649880 | BW             |
| Am Kirchberg 3 52° 15′ 53″ N, 10° 52′ 12″ O    | Schule             | Fachwerkbau auf hohem Kellersockel unter Krüppelwalmdächern in Ziegelpfannendeckung. Südlicher Hauptflügel mit westlichen und östlichen risalitartig vorkragenden Seitenflügeln. Der zweigeschossige Hauptflügel hat ein über Sichtgebälk mit profilierten Balkenköpfen vorkragendes OG. Die Seitenflügel haben ein vorkragendes Drempelgeschoss und somit eine niedrigere Traufe. Fachwerkgefüge mit geschosshohen Andreaskreuzen und Streben sowie gestrichener Ziegelausfachung, die nördliche Giebelseiten mit Ziegelpfannenbehang. Das Gebäude wurde 1895 errichtet und 1905 erweitert.                                                            | 32649914 | BW             |
| Am Kirchberg 8 52° 15′ 51″ N, 10° 52′ 7″ O     | Wohnhaus           | Zweigeschossiger, traufständiger Bau auf Kellersockel unter Halbalmdach. Nordöstliche Traufseite sowie Giebelseiten im symmetrischen Fachwerk mit verputzter Ausfachung, mittiger Haupteingang zu Querdiele hinter Freitreppe. Rückwärtige Traufseite massiv in Kalkstein-Schichtmauerwerk. Dort massiv gefasste Fenster sowie Entlastungsbögen über den Stürzen. Westlich Fachwerkanbau unter abgeschleppten Dach. | 32649965 | BW             |
| Am Kirchberg 10 52° 15′ 53″ N, 10° 52′ 9″ O    | Wohnhaus           | | 32649984 | BW             |
| Am Kirchberg 10 52° 15′ 52″ N, 10° 52′ 8″ O    | Wirtschaftsgebäude | Zum Wohnhaus rückwärtig angebauter Wirtschaftsflügel auf niveauausgleichendem Massivsockel unter abgewinkeltem Satteldach in Krempziegeldeckung. Längsflügel in Ständerfachwerk mit verputzter Ausfachung errichtet, der westliche abgeschrägte Gebäudeschluss in Kalkstein-Bruchsteinmauerwerk errichtet. | 32693206 | BW             |
| Am Kirchberg 12 52° 15′ 54″ N, 10° 52′ 7″ O    | Wohnhaus           | Zweigeschossiger, traufständiger Fachwerkbau auf niveauausgleichendem Werksteinsockel unter Satteldach in Ziegelpfannendeckung. Außermittiger hofseitiger Haupteingang, Fachwerkgefüge mit gekuppelten Ständern und Ausfachung Ziegelsichtsetzung. Über dem Eingang eine Reliefplatte mit inschriftlicher Datierung auf 1828. Östlicher Gebäudeteil mit separaten Eingang und verputzter Ausfachung. | 32650394 | BW             |
| Am Kirchberg 18 52° 15′ 55″ N, 10° 52′ 12″ O   | Wohnhaus           | Zweigeschossiger traufständiger Fachwerkbau in Stockwerksbauweise unter Satteldach in Ziegelpfannendeckung mit einseitigen Krüppelwalm. Symmetrischer Fachwerkabbund mit zweifeldigen Streben und verputzter Ausfachung. Rückwärtige Traufseite im EG aus Natursteinmauerwerk. Außermittiger Eingang hinter Freitreppe von der Hofseite aus, im Brüstungsfeld über dem Eingang eine Inschriftentafel mit der Datierung „1829“. | 32650413 | BW             |
| Am Kirchberg 18 52° 15′ 55″ N, 10° 52′ 13″ O   | Stall              | Ehemaliger Stall als südlicher Wirtschaftsflügel der Hofanlage. EG in Kalkstein-Bruchsteinmauerwerk, teils massiv ersetzt, OG in Fachwerk mit verputzten Gefachen. Satteldach mit Ziegelpfannendeckung. Zu Wohnzwecken ausgebaut. | 32657851 | BW             |
| Am Kirchberg 18 52° 15′ 56″ N, 10° 52′ 13″ O   | Stallscheune       | Zweigeschossige und langgestreckte Stallscheune unter Satteldächern als nördlicher Wirtschaftsflügel der Hofanlage. Stall im EG aus Ziegelmauerwerk, OG aus Fachwerk, hofseitiges Pultdach. Östlicher Scheunenteil mit Wagenremise sowie Querdurchfahrt. Sockelzone hier in Kalkstein-Bruchsteinmauerwerk, Fachwerk mit Ziegelsichtausfachung. | 32657984 | BW             |
| Am Kirchberg 18 52° 15′ 56″ N, 10° 52′ 11″ O   | Lagergebäude       | | 32658004 | BW             |
| Am Kirchberg 18 52° 15′ 55″ N, 10° 52′ 12″ O   | Hofpflasterung     | Historische Feldsteinpflasterung. | 32690726 | BW             |
| Burgweg 6 52° 15′ 48″ N, 10° 52′ 11″ O         | Burgmauer          | Erhaltene zwei rechtwinklig aneinanderstoßende zweigeschossige Gebäudereste mit ca. 1 m starken Mauern als Rudiment des ehemaligen Ritter-/Sattelgutes. | 32650455 | BW             |
| Fuchsbergstraße 2 52° 15′ 56″ N, 10° 52′ 15″ O | Wohnhaus           | Zweigeschossiger Fachwerkbau auf Kellersockel aus Werkstein unter Satteldach in Ziegelpfannendeckung. Achsenmittiger südlicher Haupteingang hinter Freitreppe, darüber eine Inschriftentafel im Brüstungsgefach des OG. Fachwerkgefüge mit gekuppelten Ständern und Andreaskreuzen, verputzte Ausfachung mit akzentuierenden Bordüren in den Gefachen. Im EG rückwärtig massive Wand aus Kalkbruchstein. Haupthaus einer Hofanlage. | 32650489 | BW             |

## Klein Steimke
| Lage                                     | Bezeichnung | Beschreibung | ID       | Bild           |
| ---------------------------------------- | ----------- | --- | -------- | -------------- |
| Ringstraße 2 52° 19′ 11″ N, 10° 49′ 7″ O | Kapelle     | Einschiffiger romanischer verputzter Feldsteinbau mit halbrunder eingezogener Apsis unter Satteldach mit querrechteckigen Westturm. Langschiff mit veränderten Rundfenstern in abgeschrägter Einfassung, Apsisfenster original erhalten. An der Südseite eine Gruft von 1666. Westturm mit außen eingelassene Grabplatten von 1675 und 1679, schlichtes Westportal, im Glockengeschoss gekuppelte Rundbogenfenster, oben vom Satteldach abgeschlossen. Im Inneren eine Balkendecke sowie ein kleines Holzkruzifix um 1500. | 32650526 | Weitere Bilder |

## Langeleben
| Lage                                    | Bezeichnung                  | Beschreibung | ID       | Bild           |
| --------------------------------------- | ---------------------------- | --- | -------- | -------------- |
| Langeleben 52° 12′ 31″ N, 10° 48′ 55″ O | Quellhaus                    | Quellhaus aus Elmkalkstein mit Quellgrotte. Dreiseitige Anlage mit Torbögen hinter einer Einfriedung, das Hauptportal reich gestaltet, darüber eine Terrasse mit Brüstungsbalustrade. | 32651540 |                |
| Langeleben 52° 12′ 34″ N, 10° 49′ 4″ O  | Ruine Burg Langeleben        | Mittelalterliche Mauerreste des Bergfrieds bis ca.12 m Höhe, welcher 1626 endgültig zerstört wurde.                                                                                   | 32651563 | Weitere Bilder |
| Langeleben 52° 12′ 34″ N, 10° 49′ 6″ O  | Wassergraben Burg Langeleben | Reste des Burggrabens südöstlich der Turmruine. | 32689763 |                |
| Langeleben 52° 12′ 32″ N, 10° 48′ 58″ O | Teiche Burg Langeleben       | Östlich des Quellhauses angelegte Teichanlagen als ehemalige Bestandteile des herzoglichen Jagdschlosses bzw. Lustgartens.                                                            | 32690082 |                |

## Lauingen
| Lage                                        | Bezeichnung               | Beschreibung | ID       | Bild           |
| ------------------------------------------- | ------------------------- | --- | -------- | -------------- |
| Am Beek 8 52° 16′ 8″ N, 10° 47′ 6″ O        | Schmiede                  | Zweigeschossiges Fachwerkhaus unter Halbwalmdach in Krempziegeldeckung. Leicht außermittiger, südlicher Haupteingang. Fachwerkgefüge mit K-Streben sowie verputzter Ausfachung, nördliche Fassade im EG in Kalkbruchsteinmauerwerk. Westliche Giebelseite im OG und Giebelfeld mit Krempziegelbehang, auf östlicher Giebelseite jüngerer Anbau unter Pultdach. Alte Wetterfahne mit der Datierung 1832. | 32655851 | BW             |
| Kornstraße 52° 15′ 54″ N, 10° 47′ 11″ O     | Mausoleum                 | Am südöstlichen Rand des Friedhofes angelegtes Mausoleum der Familie von Lauingen. Eingeschossiger Bau mit wohl einem Bestattungsraum im Kellergeschoss sowie einem oberirdischen Andachtsraum. Giebelseitig aufgeschlossener Kalksteinbau auf Sockel unter flachem Satteldach mit einem monumentalen Sandsteinportal in Gestaltung eines Triumphbogens. Dessen Gliederung in Pilaster, Architrav sowie einem Wappenrelief im Tympanon des Rundbogens, darunter Sturzgesims und kassettierte doppelflügelige Holztür. | 32655904 | BW             |
| Kornstraße 15 52° 16′ 0″ N, 10° 47′ 4″ O    | Wohnhaus                  | Zweigeschossiger Fachwerkbau unter Satteldach in Ziegelpfannendeckung. Östlicher ursprünglich achsenmittiger Haupteingang hinter Freitreppe, symmetrisches Fachwerkgefüge mit zweifeldigen Streben, K-Streben und verputzter Ausfachung. Im Schwellbalken Inschrift mit der Datierung „1746“. Rückwärtige Fassade massiv in Kalksteinmauerwerk mit eingelassenen Widerlagern. Nördliche Giebelseite mit Schieferbehang und Ziersetzung im Giebelfeld. | 32655940 | BW             |
| Kornstraße 15 52° 16′ 0″ N, 10° 47′ 4″ O    | Hoftor                    | Alte Toreinfahrt aus Natursteinpfeilern mit Prellsteinen und verjüngenden und mit Kugeln bekrönten Kapitellen. | 32690587 | BW             |
| Kornstraße 16 52° 16′ 1″ N, 10° 47′ 3″ O    | Wohnhaus                  | Zweigeschossiger Kalksteinbau auf hohem Kellersockel unter Satteldach in Ziegelpfannendeckung. Gut proportionierte siebenachsige Fassade, achsenmittiger Eingang hinter Freitreppe unter Vordach mit verzierten Konsolen. Fenster sowie Gesimse in profilierten Einfassungen, Gebäudeecken durch verzahnte Quaderung hervorgehoben. | 32659788 | BW             |
| Kornstraße 16 52° 16′ 1″ N, 10° 47′ 2″ O    | Scheune                   | Giebelständig an das Wohnhaus angeschlossene Scheune aus Kalksteinmauerwerk unter Satteldach in Ziegelpfannendeckung. Hofseitige Wirtschaftsöffnungen sowie zwei Ladestöcke unter Zwerchgiebeln. Remisendach auf langen Kopfbändern. | 32647193 | BW             |
| Kornstraße 16 52° 16′ 1″ N, 10° 47′ 2″ O    | Wirtschaftsgebäude        | Wirtschaftsgebäude auf ursprünglich U-förmigen Grundriss unter abgewinkeltem Satteldach, aus mehreren Gebäudeabschnitten bestehend. Mittig eine ältere Fachwerk-Torscheune auf Kalksteinsockel, symmetrisches Fachwerkgefüge mit zweifeldigen Streben und verputzter Kalksteinausfachung, großen Durchfahrttoren und mittigen Lichtfenstern. Westlich Verbindungsflügel aus straßenseitig Kalksteinmauerwerk, hofseitig aus Fachwerk. Südöstlich ein erhaltener Giebelteil eines Wirtschaftsflügels, straßenseitige Fassade aus Kalksteinmauerwerk mit außermittiger Tordurchfahrt.                                                               | 32647741 | BW             |
| Kornstraße 29 52° 16′ 5″ N, 10° 46′ 54″ O   | Wohnhaus                  | Eingeschossiger Bruchsteinbau aus Elmkalkstein unter Halbwalmdach in Ziegelpfannendeckung. Achsenmittiger Quereingang mit vorgelagerter Freitreppe, gut proportionierte fünfachsige Fassade, Kreuzstockfenster und Türen mit Werksteineinfassungen. | 32659924 | BW             |
| Kornstraße 29 52° 16′ 4″ N, 10° 46′ 55″ O   | Schuppen                  | Kleiner, dem Wohnhaus vorgelagerter Fachwerkschuppen unter Walmdach in Ziegelpfannendeckung. Ausfachung teils mit Ziegeln, teils mit Lehmstakung. | 32647331 | BW             |
| Kornstraße 29 52° 16′ 7″ N, 10° 46′ 57″ O   | Landarbeiterwohnhaus      | Zweigeschossiger Kalksteinbau auf hohen Kalksteinsockel unter Satteldach. Achsensymmetrische Fassadengestaltung, Sohlbänke auf Konsolen, Segmentbogenstürze aus Ziegelsteinen, Erschließung an südlicher Traufseite. | 32656063 | BW             |
| Sandstraße 1 52° 16′ 5″ N, 10° 47′ 8″ O     | Wohnhaus                  | Zweigeschossiger, traufständiger sowie langgestreckter Bau unter Satteldach in Ziegelpfannendeckung. EG straßenseitig wohl massiv und verputzt mit Werksteineinfassungen, hofseitig in Fachwerk, dort mehrere Zugänge. OG in Fachwerk, Gefüge mit zweifeldigen Streben und verputzter sowie sichtbarer Ziegelausfachung. Mittlerer Gebäudeteil mit leicht vorkragenden OG, gerundeten Balkenköpfen sowie Füllhölzern, dortige Ausfachung wohl noch in Lehmstakung. Im Kern von 1706, westliche Erweiterung von 1815(i). | 32660282 | BW             |
| Sandstraße 1 52° 16′ 4″ N, 10° 47′ 8″ O     | Stall                     | Stallgebäude mt eingebauter wohl mittelalterlicher Spolie. | 32648243 | BW             |
| Sandstraße 1 52° 16′ 4″ N, 10° 47′ 9″ O     | Treppenspeicher           | Zweigeschossiger Fachwerkbau unter Satteldach. EG rückwärtig ziegelverblendet, Fachwerkgefüge mit Lehmstakung. Auf südlicher hofseitigen Seite Treppe zur Galerie im OG, dort Andreaskreuze in den Brüstungsfeldern. Inschriftliche Datierung auf 1763. | 32647689 | BW             |
| Sandstraße 2 52° 16′ 5″ N, 10° 47′ 11″ O    | Wohnhaus                  | Hinter Hoffläche zurückgesetztes, giebelseitig mit Wirtschaftsflügel verbundenes, traufständiges und zweigeschossiges Fachwerkhaus auf Werksteinsockel unter Halbwalmdach in Ziegelpfannendeckung. Fachwerkgefüge mit Ziegelsichtausfachung, rückwärtig verputzte Gefache, über dem mit zweistufiger Treppe vorgelagertem Eingang eine Inschriftentafel mit der Datierung „1824“. | 32656099 | BW             |
| Sandstraße 2 52° 16′ 5″ N, 10° 47′ 10″ O    | Wirtschaftsgebäude        | Westlich an das Wohnhaus anschließender Wirtschaftsanbau mit abgewinkelten Satteldach in Krempziegeldeckung. Südgiebel im EG aus Bruchstein, im OG in Ziegelbauweise. | 32656119 | BW             |
| Sandstraße 5 52° 16′ 7″ N, 10° 47′ 4″ O     | Wohnhaus                  | | 32656138 | BW             |
| Sandstraße 5 52° 16′ 7″ N, 10° 47′ 3″ O     | Einfriedung               | Westliche Hofeinfriedung mit Kalkstein-Bruchsteinmauer sowie profilierten Torpfeilern aus Naturstein mit Kapitellen mit Knauf. | 32692847 | BW             |
| Sandstraße 7 52° 16′ 7″ N, 10° 47′ 2″ O     | Wirtschaftsgebäude        | Eingeschossiger Wirtschaftsflügel auf Kalksteinmauerwerk unter Satteldach in Krempziegeldeckung. Ostgiebel ebenfalls mit Krempziegelbehang. | 32648260 | BW             |
| Sandstraße 7 / 8 52° 16′ 7″ N, 10° 47′ 2″ O | Doppelhaus                | Zweigeschossiges, traufständiges und langgezogenes Fachwerkhaus auf Bruchsteinsockel unter Satteldach in Krempziegeldeckung. Fachwerkgefüge mit zweifeldigen Streben und einfacher Verriegelung, Ausfachungen verputzt. Auf rückwärtiger Gartenseite teils gebogene Streben. Hofseitige Eingänge in profilierten Einfassungen. Ostgiebel in Biberschwanzbehang, Westgiebel mit Krüppelwalm, OG und Giebeldreieck mit Ziegelbehang. | 32660299 | BW             |
| Stobenbrink 2 52° 16′ 2″ N, 10° 47′ 4″ O    | Wohnhaus                  | Zweigeschossiges, langgestrecktes und polygonal abknickendes Fachwerkhaus unter Halbwalmdach in Ziegelpfannendeckung. Fachwerkgefüge im OG tw. mit Fußstreben, Ausfachung verputzt. EG teils massiv auf Kalksteinmauerwerk mit Segmentbogenfenstern. | 32660317 | BW             |
| Stobenbrink 2 52° 16′ 3″ N, 10° 47′ 3″ O    | Scheune                   | Eingeschossiger Bau aus Bruchsteinmauerwerk unter Pultdächern. Westlicher Flügel der Hofanlage. | 32648278 | BW             |
| Stobenbrink 2 52° 16′ 2″ N, 10° 47′ 3″ O    | Wirtschaftsgebäude        | Langgezogener Fachwerkbau unter Satteldach. Südlicher Wirtschaftsflügel der Hofanlage, hofseitig Wirtschaftsöffnungen sowie Ladeerker. | 32647724 | BW             |
| Thie 52° 16′ 1″ N, 10° 47′ 14″ O            | Pfarrkirche Lauingen      | Saalbau aus Kalksteinmauerwerk auf Kreuzgrundriss unter Satteldach mit einem Fünfachtel-Chorschluss und Westturm. Chor, Lang- und Querhaus mit Rundbogenfenstern, teils gekuppelt, auf Südseite kleiner Söller als Sakristei, Fassadengliederungen durch Lisenen und Tropfenfries. Westturm mit Westportal, im ersten OG Lichtfenster und Turmuhr, darüber der Glockenstuhl mit Schallarkaden mit zwei ungenasten Rundlanzetten und einem schmucklosen Kreispass in Courranement. Oberer Abschluss mit Dreieckgiebeln und einem Knickhelm in Schieferdeckung.                                                                                     | 32656245 | Weitere Bilder |
| Thie 1 52° 16′ 1″ N, 10° 47′ 10″ O          | Schule                    | Zweigeschossiger Ziegelbau auf hohem Kalkstein-Kellersockel unter Satteldach. Sohlbänke, Gurtgesims sowie Fenstereinfassungen in den OG aus Werksteinen. Östlich ein achsenmittiges Zwerchhaus. 1870 gegenüber des Kirchhofes als Schule und Lehrerwohnhaus errichtet, 1953 – 1954 zu Wohnhaus umgebaut. | 32656279 | BW             |
| Thie 2 52° 16′ 0″ N, 10° 47′ 11″ O          | Alte Schule               | Zweigeschossiger Fachwerkbau unter Satteldach mit Aufschieblingen. Erschließung des Gebäudes von der Nordseite, Fachwerkgefüge mit zweifeldigen Streben und verputzter Ausfachung. Westgiebel im EG massiv ersetzt. Bis 1870 als Dorfschule genutzt. | 32656296 | BW             |
| Thie 3 52° 16′ 3″ N, 10° 47′ 9″ O           | Wohn-/ Wirtschaftsgebäude | Zweigeschossiger Kalksteinbau auf Kalksteinsockel unter Satteldach. Hofseitige achsenmittige Erschließung über zweiläufige Treppe mit Hochpodest, Fenstereinfassungen in Naturstein, im EG mit gequaderten Rundbogenstürzen, im OG mit überdachten Rechteckfenstern mit durchgehenden Sohlbankgesims. Gebäudeecken durch Quaderungen hervorgehoben, unter der Traufe ein Konsolfries. Westlich schließen zwei von der Traufhöhe abgestufte Wirtschafteile an, mittlerer Gebäudeflügel zweigeschossig mit mittigen Zwerchhaus mit gekuppelten Rundbogenfenstern, westlicher Gebäudeflügel eingeschossig mit Rechteckfenstern in Natursteinfassung. | 32660010 | BW             |
| Thie 3 52° 16′ 2″ N, 10° 47′ 8″ O           | Wirtschaftsgebäude        | Fachwerkscheune unter Satteldach, inschriftlich datiert auf „1861“. Nördlich ein später angebauter massiver Wirtschaftsflügel. | 32647963 | BW             |
| Thie 5 52° 16′ 3″ N, 10° 47′ 11″ O          | Pfarrhaus                 | Zweigeschossiger Fachwerkbau unter Halbwalmdach in Ziegelpfannendeckung. Leicht außermittiger Haupteingang auf südlicher Traufseite, Fachwerkgefüge mit gekuppelten Ständern und zweifeldigen Streben sowie verputzter Ausfachung. Im Kern wohl erste Hälfte 18. Jh., an westlicher Traufseite zugehöriger kleiner Fachwerkanbau des 19. Jh. | 32656330 | BW             |
| Thie 9 52° 16′ 5″ N, 10° 47′ 13″ O          | Wohnhaus                  | Zweigeschossiges Fachwerkhaus unter Halbwalmdach in Krempziegeldeckung. Traufseitig Erschließung über zwei Eingänge, OG über einer durchgehend profilierten Schwelle. Symmetrisches Fachwerkgefüge mit zumeist zweifeldigen Streben, verputzte Ausfachung. Nach Westen später Erweiterungen in Fachwerk in Stockwerksbauweise. Im Inneren eine Datierung mit „1701“. | 32656347 | BW             |

### Rittergut Lauingen
- ID: 32629189[4]
- Bedeutende Gutsanlage im historischen Ortskern mit teilweise in Fachwerk und teilweise massiv errichteten Wohn- und Wirtschaftsgebäuden des 18. und 19. Jh.

| Lage                                      | Bezeichnung  | Beschreibung | ID       | Bild |
| ----------------------------------------- | ------------ | --- | -------- | ---- |
| Kornstraße 26 52° 16′ 4″ N, 10° 46′ 57″ O | Remise       | Eingeschossiger Bau aus Bruchsteinmauerwerk unter Satteldach in Ziegelpfannendeckung, in die Umfriedungsmauer eingebunden. Hofseitig Ständerfachwerk, drei Einfahrtstore sowie ein Dachüberstand. | 32659575 | BW   |
| Kornstraße 26 52° 16′ 3″ N, 10° 46′ 57″ O | Umfriedung   | Umfriedung der Gutsanlage um das gesamte Parzellengrundstück vom ehemaligen Kuhstall im Westen bis zur östlichen Wagenremise durch eine Bruchsteinmauer aus Elmkalk. Mauer wird von der Zipperie (oder Lauing) umflossen. | 32694081 | BW   |
| Kornstraße 26 52° 16′ 3″ N, 10° 46′ 58″ O | Kuhstall     | Eingeschossiger Bruchsteinbau unter flachem Satteldach, welches im 20. Jh. in Ingenierskonstruktion erneuert wurde. Kuhstall später zu großen Hühnerstall umfunktioniert, heutige Nutzung als Maschinenhalle. | 32659717 | BW   |
| Kornstraße 26 52° 16′ 3″ N, 10° 47′ 0″ O  | Pferdestall  | Zweigeschossiger Fachwerkbau auf sehr hohem Sandsteinsockel unter Satteldach in Krempziegeldeckung. Westflügel mit Ziegelbehang, Ostgiebel zum Teil massiv ersetzt. Fachwerkgefüge mit Ziegelausfachung, hofseitig Wirtschaftsöffnungen. Kleiner Fachwerkanbau ist ein Kükenstall aus derselben Zeit. | 39246344 | BW   |
| Kornstraße 26 52° 16′ 3″ N, 10° 47′ 3″ O  | Kutscherhaus | Eingeschossiger Massivbau aus Natursteinmauerwerk mit segmentbogigen Ziegelfensterstürzen unter Satteldach mit Zwerchhaus, unterkellert. Später auch als Wohnhaus des Verwalters genutzt. | 32646736 | BW   |
| Kornstraße 26 52° 16′ 4″ N, 10° 47′ 3″ O  | Wagenremise  | Eingeschossiger Fachwerkbau auf Kalksteinsockel unter Halbwalmdach, eingezogener Anbau am östlichen Giebel der alten Scheune. | 39249854 | BW   |
| Kornstraße 26 52° 16′ 5″ N, 10° 47′ 2″ O  | Scheune      | Eingeschossiger Fachwerkbau auf Kalksteinsockel unter Halbwalmdach in Ziegelpfannendeckung. Fachwerkgefüge mit zweifeldigen Streben und verputzter Ausfachung. | 32659646 | BW   |
| Kornstraße 26 52° 16′ 5″ N, 10° 47′ 1″ O  | Eiskeller    | Eingeschossiger Fachwerkbau unter Halbwalmdach. Im Westen auf den Traufseiten halbhoch massiv aus Bruchstein ausgeführt, Westgiebel insgesamt aus Bruchsteinmauerwerk. Gebäudeteil unterkellert und diente als Eiskeller. | 39246491 | BW   |
| Kornstraße 26 52° 16′ 4″ N, 10° 47′ 1″ O  | Waschhaus    | Zwischen Wirtschaftsgebäude und Wohnhaus, kleiner, jüngerer Gebäudekomplex aus Ziegelmauerwerk mit segmentbogigen Fensteröffnungen unter Satteldächern. Evtl. das ehemalige Waschhaus. | 39246563 | BW   |
| Kornstraße 26 52° 16′ 4″ N, 10° 47′ 0″ O  | Herrenhaus   | Achsensymmetrischer zweigeschossiger Fachwerkbau mit zwei Seitenflügeln auf niveauausgleichenden verputzten Kellersockel unter Satteldach in Ziegelpfannendeckung. Achsenmittige Zugänge hinter Freitreppen von der Nord- und Südseite aus. Völlig symmetrischer Fachwerkabbund mit zweifeldigen Streben und verputzter Ausfachung, Gebälk durch profilierte Gesimsbänder verblendet. Fassadenöffnungen in profilierten Einfassungen. Dreigeschossige Seitenflügel unter abgewalmten Satteldächern risalitartig vortretend, im obersten Geschoss des fachwerksichtigen Ostflügels Gitterfenster. Westlicher Flügel vollständig verputzt und mit geohrten Sandstein-Werksteineinfassungen, ursprünglich ein mittelalterlicher Wohnturm aus Bruchsteinmauerwerk mit einer mächtigen alten Esse und meterdicken Mauern. Über seinem Eingang befindet sich eine alte Sonnenuhr mit der Jahreszahl „1603“, an seiner Westseite schließt ein Verandaanbau aus der Zeit um 1910 an. | 32658044 | BW   |

## Lelm
| Lage                                          | Bezeichnung        | Beschreibung | ID       | Bild           |
| --------------------------------------------- | ------------------ | --- | -------- | -------------- |
| Alte Krugstraße 1 52° 13′ 8″ N, 10° 51′ 11″ O | Wohnhaus           | Zweigeschossiger, giebelständiger Fachwerkbau auf Kalkstein-Kellersockel unter Satteldach in Ziegelpfannendeckung. Achsenmittiger Zugang über zweiläufige Freitreppe mit Eisengeländer, symmetrisches Fachwerkgefüge mit Ziegelsichtausfachung, zur nördlichen Giebelseite mit Fachwerkfiguren, OG über profilierten Balkenköpfen leicht vorkragend. Zur östlichen Traufseite zwei Dachhäuschen mit Zierspitzen, die rückwärtige Traufseite mit Schiefer verkleidet. | 32656366 | BW             |
| Alte Krugstraße 8 52° 13′ 13″ N, 10° 51′ 5″ O | Wohnhaus           | Zweigeschossiger Fachwerkbau auf hohem Kalksteinsockel unter Krüppelwalmdach in Ziegelpfannendeckung. Symmetrisches Fachwerkgefüge mit Dreiviertel-Streben sowie einer verputzten Ausfachung mit Bordüren. Westlich Wirtschaftsanbauten in Geschossbauweise unter verlängertem Satteldach, östliche Giebelseite massiv in Ziegelbauweise. | 32656385 | BW             |
| Am Lindenberg 1 52° 13′ 15″ N, 10° 51′ 11″ O  | Wohnhaus           | Zweigeschossiger giebelständiger Fachwerkbau auf hohem Kalksteinsockel unter Satteldach in Krempziegeldeckung. Zugang über einläufige Treppe mit Hochpodest und Eisengeländer. Fachwerkgefüge mit gekuppelten Ständern und zweifeldigen Streben, vorkragendes OG über vortretenden Balkenköpfen, verputzte Ausfachung und mit Bordüren akzentuiert. Zur westlichen Traufseite EG in Kalkstein. | 32652467 | BW             |
| Am Lindenberg 2 52° 13′ 15″ N, 10° 51′ 10″ O  | Wohnhaus           | Zweigeschossiger Fachwerkbau auf hohem Kalksteinsockel unter Viertelwalmdach in Ziegelpfannendeckung. Leicht außermittige Querdiele, östlich Tordurchfahrt. Fachwerkgefüge mit gekuppelten Ständern und dreifeldigen Streben, Ausfachung in Ziegelsichtsetzung. | 32652486 | BW             |
| Am Ostborn 6 52° 13′ 13″ N, 10° 51′ 11″ O     | Schule             | Zweigeschossiger Ziegelbau unter Halbwalmdach in Ziegelpfannendeckung mit Aufschieblingen. Fenster im EG unter Segmentbogenstürzen, im OG rechteckig, auf Südseite weitestgehend gekuppelt, Einfassungen in Sandstein. Auf Nordseite Eingangsrisalit, Risalit auf Nordwestecke. Auf Nordostseite ein außermittiger Fachwerkerker, nördliches Giebelfeld ebenfalls mit Fachwerk hervorgehoben. Nordöstlich kleine Dachhäuschen mit Zierspitzen. Um 1900 errichtet, 1928 umgebaut und 1951 folgte ein südöstlicher niedrigerer Anbau. | 32652573 | BW             |
| Am Osterbeek 11 52° 13′ 15″ N, 10° 51′ 25″ O  | Wohnhaus           | Zweigeschossig, im Hofgefüge zurückgesetzt traufständig, Haus auf Kalksteinsockel unter Halbwalmdach in Ziegelpfannendeckung. Zugang über zweiläufige überdachte Treppe mit Eisengeländer. Symmetrisches Fachwerkgefüge aus Eichenholz mit zweifeldigen Streben sowie verputzter Ausfachung, Gebälkzone durch Holbohlen verblendet. | 32652592 | BW             |
| An der Woorth 1 52° 13′ 10″ N, 10° 51′ 18″ O  | Wohnhaus           | Zweigeschossiger Traufständiger Fachwerkbau auf hohen, spornartigen Sockel unter Krüppelwalmdach. Fachwerkgefüge mit Ziegelausfachung und zweifeldigen Streben. Ursprüngliche Nutzung im Gefüge des Wirtschaftshofes der Lelmer Pastoren und später eines Pfarrwitwenhofes. | 32659907 | BW             |
| An der Woorth 1 52° 13′ 11″ N, 10° 51′ 18″ O  | Wirtschaftsgebäude | Wirtschaftsflügel in teils Fachwerk- und teils Kalksteinmauerwerk auf hohem Sockel unter Satteldach in Ziegelpfannendeckung. EG in Kalksteinmauerwerk mit natursteingefassten Bogenfenstern, OG in verputzten Fachwerk. Ursprüngliche Nutzung im Gefüge des Wirtschaftshofes der Lelmer Pastoren und später eines Pfarrwitwenhofes. | 32647314 | BW             |
| An der Woorth 2 52° 13′ 10″ N, 10° 51′ 17″ O  | Wohnhaus           | Zweigeschossiger Fachwerkbau auf hohem Kalksteinsockel unter Krüppelwalmdach in Ziegelpfannendeckung. Erschließung über außermittigen südlichen Eingang hinter zweiläufiger Treppe mit Hochpodest, Eingangstür in klassizistischer Holzeinfassung. Symmetrisches Fachwerkgefüge mit im EG drei- und im OG zweifeldigen Streben, Ausfachung in Ziegelsichtsetzung, Gebälk durch Profilband verblendet. Ausfachungen auf der Nordseite verputzt mit Bordüren. | 32659890 | BW             |
| An der Woorth 2 52° 13′ 10″ N, 10° 51′ 16″ O  | Galeriespeicher    | Westlich am Wohnhaus angebautes Fachwerkgebäude unter Halbwalmdach in Ziegelpfannendeckung. Im EG hofseitig Wirtschaftsöffnungen, westliche Gebäudeecke ganz in Ziegelbauweise. OG mit vorkragenden Galerie aus Eichenholz. Fachwerkgefüge mit gelber Ziegelsichtsetzung. | 32647297 | BW             |
| An der Woorth 2 52° 13′ 9″ N, 10° 51′ 16″ O   | Wirtschaftsgebäude | Wirtschaftsflügel auf Natursteinsockel unter Satteldach in winkelförmiger Anordnung. Der östliche Flügel in Fachwerk und Ziegelausfachung mit breitem Einfahrtstor, der südliche komplett in Ziegelmauerwerk mit hofseitigen Wirtschaftsöffnungen. | 32647843 | BW             |
| An der Woorth 3 52° 13′ 9″ N, 10° 51′ 17″ O   | Wohnhaus           | Zweigeschossiger, langgestreckter Fachwerkbau auf hohen niveauausgleichendem Kalkstein-Kellersockel unter Halbwalmdach in Krempziegeldeckung. Symmetrisches Fachwerkgefüge mit zweifeldigen Streben sowie verputzter Ausfachung, das Gebälk durch Profilband verblendet. Hofseitig breites Zwerchhaus. An westlicher Giebelseite ein kleiner Söller unter Pultdach. Hofstelle bereits 1380 erwähnt. | 32659873 | BW             |
| An der Woorth 3 52° 13′ 9″ N, 10° 51′ 18″ O   | Wirtschaftsgebäude | 1838 errichtete, einheitlich gestaltete vierseitige Hofanlage mit Fachwerk-Wirtschaftsflügeln auf niveauausgleichendem Kalksteinsockel unter Halbwalmdach in Ziegelpfannendeckung. 1904 erweitert, westlich ein Torhaus mit Galerie. Die Hofstelle wurde bereits 1380 erwähnt. | 32647278 | BW             |
| An der Woorth 4 52° 13′ 8″ N, 10° 51′ 16″ O   | Wohnhaus           | Zweigeschossiger, traufständiger Fachwerkbau auf hohen, niveauausgleichenden und geschlemmten Bruchsteinsockel unter Halbwalmdach in Ziegelpfannendeckung. Symmetrisches Fachwerkgefüge mit zweifeldigen Streben und verputzter Ausfachung mit Bordüren. Hofseitige Erschließung über leicht außermittigen Südeingang mit Vordach, über dem Eingang Inschrift im Brüstungsfeld. | 32652662 | BW             |
| An der Woorth 5 52° 13′ 9″ N, 10° 51′ 14″ O   | Wirtschaftsgebäude | Dem Wirtschaftshof hufeisenförmig vorgelagerte Wirtschaftsflügel auf niveauausgleichendem Natursteinsockel unter Satteldächern in Ziegelpfannendeckung. Zur Straßenseite eine quergestellte Torscheune mit zwei großen rundbogige Hofdurchfahrten. Fassadengliederung durch Lisenen sowie Ziersetzungen im Trauf und Gurtbereich. | 32652679 | BW             |
| An der Woorth 6 52° 13′ 8″ N, 10° 51′ 15″ O   | Wohnhaus           | Zweigeschossiger, traufständiger Fachwerkbau auf hohen Quadersockel unter Viertelwalmdach in Ziegelpfannendeckung. Symmetrisches Fachwerkgefüge mit zweifeldigen Streben und liegenden Gefachen, verputzte Ausfachung mit akzentuierenden Bordüren. | 32652696 | BW             |
| An der Woorth 6 52° 13′ 8″ N, 10° 51′ 15″ O   | Wirtschaftsgebäude | Zweiseitige Flügelanlage unter Satteldach in Krempziegeldeckung. Im EG massiv, OG in Fachwerk, teils Naturstein- und teils Ziegelsteinmauerwerk und -ausfachung. | 32657719 | BW             |
| An der Woorth 7 52° 13′ 8″ N, 10° 51′ 13″ O   | Wohnhaus           | Zweigeschossiger, traufständiger Fachwerkbau auf hohen Kalksteinsockel unter Viertelwalmdach in Ziegelpfannendeckung. Symmetrisches Fachwerkgefüge mit zweifeldigen Streben und liegenden Gefachen, verputzte Ausfachung, nördlich mit akzentuierenden Bordüren. Über dem hofseitigen Eingang eine Inschriftentafel im Brüstungsfeld des OG. | 32659856 | BW             |
| An der Woorth 7 52° 13′ 8″ N, 10° 51′ 13″ O   | Wirtschaftsgebäude | Fachwerkbau. Dreiseitige Anlage auf teils Kalkstein- und teils Ziegelsockel unter abgewinkeltem Satteldach in Krempziegeldeckung. EG tw. massiv ersetzt, an südwestlicher Ecke eine Galerie mit Andreskreuzen im Brüstungsbereich. Unregelmäßiges Fachwerkgefüge mit verschiedenen Streben und Schwertung, teils gestrichene, und teils auf Sicht ausgelegte Ziegelausfachung, Giebelfelder in Krempziegelbehang. | 32647261 | BW             |
| Eichenbergstraße 52° 13′ 11″ N, 10° 50′ 53″ O | Allee              | Kastanienallee zum örtlichen Schützenhaus. | 32652737 | BW             |
| Hauptstraße 52° 13′ 13″ N, 10° 51′ 15″ O      | Kirche St. Maria   | Hallenkirche in Kalkstein-Mauerwerk auf niveauausgleichendem Kalkstein-Quadersockel unter Satteldach in Ziegelpfannendeckung. Filigranes neogotisches Ostportal mit Blendmaßwerken, Ecken und Portalmitte risalitartig vortretend, im Giebelfeld großer profilierter Oculus. Langschiff mit schlichten Spitzbogenfenstern und durchgehenden Sohlbankgesims gestaltet. Späterer Westturm von 1897 mit verjüngendem Schaft. Gliederung in zentrale dreibahnige Lanzettfenster, Turmecken durch Lisenen und Fialen hervorgehoben. Im Glockengeschoss sind die Schallarkaden sowie Turmuhr in großen Spitzbögen eingelassen, oberer Turmabschluss mit einen Knickhelm in Schieferdeckung. Im Inneren neogotische Altarrückwand, Empore sowie Orgel, Deckenfresken von Adolf Quensen und ein filigran gestalteter Fliesen-Fußboden. | 32652757 | Weitere Bilder |
| Hauptstraße 52° 13′ 13″ N, 10° 51′ 16″ O      | Gefallenendenkmal  | Gefallendenkmal an der Ostseite der Kirche in Form einer Kalkstein-Grabrückwand mit Zwillings-Inschriftentafeln mit „1914–1918“ sowie einem gezierten Frontispitz mit bekrönendem Eisernen Kreuz. Der Grabrückwand ist eine Gedenkplatte für die Gefallenen von 1939–45 vorgelagert. | 32651284 | BW             |
| Hauptstraße 52° 13′ 13″ N, 10° 51′ 16″ O      | Kirchhof           | Grünfläche mit Baumbestand. | 32651301 | BW             |
| Hauptstraße 52° 13′ 14″ N, 10° 51′ 16″ O      | Einfriedung        | Mauer aus Elmkalkstein mit Abdeckplatten als Mauerkronen. | 32692931 | BW             |
| Hauptstraße 13 52° 13′ 12″ N, 10° 51′ 18″ O   | Toranlage          | Toranlage aus drei Torpfeilern mit Prellsteinen, gequaderten Schäften, auskehlenden Kapitellen und Vasenschmuck als Bekrönung. | 32651319 | BW             |
| Obergasse 2 52° 13′ 12″ N, 10° 51′ 9″ O       | Wohnhaus           | Zweigeschossiges Fachwerkhaus auf niveauausgleichendem Kalksteinsockel unter Halbwalmdach in Ziegelpfannendeckung. Symmetrisches Fachwerkgefüge mit zweifeldigen Streben und mit K-Streben, OG auf Westseite in Krempziegelbehang, auf Ostseite über profilierten Balkenköpfen vorkragend, dort Fußstrebenpaare in den Brüstungsfächern. Dort auch durchlaufende Riegel mit Tauband-Profil, Geschossschwelle mit tw. erhaltenen Inschrift. | 32651372 | BW             |
| Schierenstraße 1 52° 13′ 10″ N, 10° 51′ 21″ O | Wohnhaus           | Zweigeschossiger Fachwerkbau auf Kalksteinsockel unter Viertelwalmdach in Ziegelpfannendeckung. Symmetrisches Fachwerkgefüge mit dreifeldigen, giebelseitig mit zweifeldigen Streben, Ausfachung verputzt. OG auf westlicher Giebelseite mit Krempziegelbehang. | 32651406 | BW             |
| Schierenstraße 2 52° 13′ 10″ N, 10° 51′ 22″ O | Wohnhaus           | Zweigeschossiger, traufständiger Fachwerkbau auf hohem Kalksteinsockel unter Viertelwalmdach in Ziegelpfannendeckung. Symmetrisches Fachwerkgefüge mit dreifeldigen Streben sowie Ziegelausfachung. | 32659839 | BW             |
| Schierenstraße 2 52° 13′ 10″ N, 10° 51′ 24″ O | Wirtschaftsgebäude | Einheitlich gestaltete dreiseitig angeordnete Wirtschaftsgebäude in Fachwerkbauweise auf Kalksteinsockel unter Viertelwalmdächern. Eingangssituation mit Speicherflügel mit EG in Kalkstein, rückwärtig Durchfahrtsscheune sowie weiterer Fachwerkflügel in Stockwerksbauweise. | 32647244 | BW             |
| Schierenstraße 2 52° 13′ 10″ N, 10° 51′ 23″ O | Toranlage          | Straßenseitige Toreinfahrt mit Naturstein-Torpfeilern mit profiliertem Kapitell sowie Durchgang unter Segmentbogen. Geschwungene Torflügel mit Staketen. | 52073437 | BW             |
| Schierenstraße 4 52° 13′ 10″ N, 10° 51′ 24″ O | Wohnhaus           | Zweigeschossigers Fachwerkbau auf hohen Kalksteinsockel unter Viertelwalmdach mit Aufschieblingen in Ziegelpfannendeckung. Symmetrisches Fachwerkgefüge mit verputzter Ausfachung, mit Bordüren akzentuiert. | 32659822 | BW             |
| Schierenstraße 4 52° 13′ 9″ N, 10° 51′ 25″ O  | Wirtschaftsgebäude | Wirtschaftsgebäude der Hofanlage. Dreiseitig angelegte Gebäudeflügel, teils in Bruchsteinmauerwerk und teils in Fachwerk, unter Viertelwalmdächern. Gebäudefunktionen unterteilt in Stall, Speicher und Scheune. | 32647227 | BW             |
| Schierenstraße 5 52° 13′ 11″ N, 10° 51′ 25″ O | Wohnhaus           | Zweigeschossiger, traufständiger und im Hofgefüge zurückgesetzter Fachwerkbau auf hohem Kalksteinsockel unter Viertelwalmdach mit Aufschieblingen in Ziegelpfannendeckung. Symmetrisches Fachwerkgefüge mit dreifeldigen Streben, verputzte Kalkstein-Bruchsteinausfachung. | 32659805 | BW             |
| Schierenstraße 5 52° 13′ 11″ N, 10° 51′ 25″ O | Wirtschaftsgebäude | Zweigeschossiger Fachwerk-Wirtschaftsflügel auf hohem Kalksteinsockel unter Halbwalmdach in Ziegelpfannendeckung. Fachwerkgefüge mit zweifeldigen Streben und verputzter Bruchsteinausfachung. | 32647210 | BW             |
| Schierenstraße 6 52° 13′ 11″ N, 10° 51′ 26″ O | Wohnhaus           | Zweigeschossiger, traufständiger Fachwerkbau auf hohem Kalksteinsockel unter Satteldach in Ziegelpfannendeckung. Symmetrisches Fachwerkgefüge mit zweifeldigen Streben sowie verputzer Ausfachung. | 32651474 | BW             |
| Schierenstraße 7 52° 13′ 11″ N, 10° 51′ 27″ O | Wohnhaus           | Zweigeschossiger Fachwerkbau auf hohen Kalksteinsockel unter Halbwalmdach mit Aufschieblingen. Symmetrisches Fachwerkgefüge mit gekuppelten Ständern und dreifeldigen Streben sowie verputzter Ausfachung. Hofseitige Erschließung. | 32651491 | BW             |
| Schierenstraße 8 52° 13′ 11″ N, 10° 51′ 28″ O | Wohnhaus           | Zweigeschossiger Fachwerkbau auf hohem Kalksteinsockel unter Viertelwalmdach mit Aufschieblingen. Symmetrisches Fachwerkgefüge mit dreifeldigen Streben, verputzte Ausfachung mit Bordüren. An östlicher Giebelseite Biberschwanzbehang in den OG. | 32651508 | BW             |

## Ochsendorf
| Lage                                              | Bezeichnung         | Beschreibung | ID       | Bild           |
| ------------------------------------------------- | ------------------- | --- | -------- | -------------- |
| Alte Dorfstraße 1 52° 18′ 24″ N, 10° 48′ 40″ O    | Pfarrhaus           | Eingeschossiger und zweiflügeliger Fachwerkbau unter Halbwalmdach. Fachwerkgefüge mit gekuppelten Ständern, dreifeldigen Streben und verputzter Ausfachung. Traufständiger Südflügel mit achsenmittigen breiten Zwerchhaus sowie hölzernem Windfang, rückwärtig langgestreckter Gebäudeflügel mit östlicher Toreinfahrt. | 32656405 | BW             |
| Alte Dorfstraße 52° 18′ 22″ N, 10° 48′ 40″ O      | Kirche St. Stephani | Geschlämmter romanischer Rechtecksaal mit eingezogenem Chorquadrat und halbrunder Apsis unter Satteldächern, im Süden gotische tonnengewölbte Sakristei unter Schleppdach. Langhaus mit sprossengeteilten Segmentbogenfenstern, in der Apsis große und womöglich originale Fenster, im Norden romanisches Portal im Brauthaus. Westturm mit rundbogigen Drillingsarkaden sowie gekuppelten Spitzbögen im Glockengeschoss, im quergesetzten Satteldach und im Giebelfeld Turmuhren. An Südwestseite des Turmes Jahrestafel Anno 1589. Im Inneren gewölbter Altarraum und Bretterdecke im Schiff, Taufstein von 1574 sowie Grabsteine des 18. Jh. | 32651581 | Weitere Bilder |
| Alte Dorfstraße 52° 18′ 23″ N, 10° 48′ 41″ O      | Kirchhof            | Kirchhof der St. Stephani. Grünfläche mit altem Baumbestand in Form einer leichten Anhöhe, der zentral platzierten Kirche sowie einer Umfriedung. | 32652774 | BW             |
| Alte Dorfstraße 11 52° 18′ 23″ N, 10° 48′ 47″ O   | Wohnhaus            | Zweigeschossigesr Ziegelbau auf Kalkstein-Kellersockel unter Walmdach. Zur Straßenseite ein Mittelrisalit, Fassade durch glasierte Ziegelziersetzungen kunstvoll geziert, gekuppelte Fenster, im EG unter Segmentbogenstürzen, im OG unter Rundbögen, sowie durchgehende Sohlbankgesimse. Der Frontispitz des Mittelrisalits besitzt ein Oculus, das Traufgesims ist mit Stuckrelief hervorgehoben. | 32656423 | BW             |
| Alte Dorfstraße 11 52° 18′ 23″ N, 10° 48′ 45″ O   | Scheune             | Straßenseitig westlich am Wohnhaus angebaute Bruchsteinscheune unter Walmdach in Linkskremperdeckung, Anfang/Mitte 19. Jh. | 37162586 | BW             |
| Alte Dorfstraße 15 52° 18′ 24″ N, 10° 48′ 50″ O   | Scheune             | Massive Scheune aus Elmkalksteinmauerwerk unter Halbwalmdach in Ziegelpfannendeckung. Nördliche Traufseite mit zwei großen Einfahrtstoren in profilierter Fassung, Segmentbögen gequadert. Rückwärtig zwei Fenster mit scharrierter Natursteineinfassung, dazwischen Relieftafel mit Inschrift, achsenmittige Toreinfahrt. Freistehendes Giebelfeld in Fachwerk mit teils Bruchstein- und teils Ziegelausfachung. Südwestlich kleiner zugehöriger Anbau. | 32656469 | BW             |
| Alte Dorfstraße 14 52° 18′ 22″ N, 10° 48′ 47″ O   | Wohnhaus            | Zweigeschossiger, traufständiger Fachwerkbau in Stockwerksbauweise auf Kalksteinquadersockel unter Halbwalmdach. Fachwerkgefüge mit gekuppelten Ständern sowie Andreaskreuzen zur Aussteifung, Ausfachung in Ziegelsichtsetzung. Über dem hofseitigen, mittigen Eingang Inschriftentafel mit Datierung „1868“. | 32656443 | BW             |
| Alte Dorfstraße 14 52° 18′ 22″ N, 10° 48′ 46″ O   | Scheune             | Fachwerkbau auf Sockel aus Bruchsteinmauerwerk unter Sattel- bzw. Walmdach. Zwei Querdurchfahren, Fachwerkgefüge mit verputzter Bruchsteinausfachung. | 32657696 | BW             |
| Alte Dorfstraße 14 52° 18′ 21″ N, 10° 48′ 46″ O   | Stall               | Langgestreckter, großer zweigeschossiger Massivbau aus Bruchsteinmauerwerk unter abgewalmten Satteldach. OG zur Hofseite und zur Straße in Fachwerk und teilweise als Kornboden genutzt. Datiert auf 1887. | 32657673 | BW             |
| Alte Dorfstraße 14 52° 18′ 22″ N, 10° 48′ 48″ O   | Toranlage           | Toreinfahrt zum Wirtschaftshof aus Elmkalkstein. Quadermauerwerk sowie Torpfeiler mit Prellsteinen und profilierten Kapitellen, von Knospen-Knäufen abgeschlossen. | 32690018 | BW             |
| Alte Dorfstraße 16 52° 18′ 22″ N, 10° 48′ 48″ O   | Wohnhaus            | Zweigeschossiger Fachwerkbau auf verputztem Kalksteinsockel unter Halbwalmdach in Krempziegeldeckung. Leicht außermittiger Zugang über vorgelagerte Natursteintreppe. Symmetrisches Fachwerkgefüge mit dreifeldigen Streben, liegende Gefache, Ausfachung verputzt mit Bordürenakzenten. Westliche Giebelwand vollständig in Kalksteinbruchsteinmauerwerk. | 32660027 | BW             |
| Alte Dorfstraße 16 52° 18′ 22″ N, 10° 48′ 48″ O   | Stall               | Massiver Stallflügel unter Satteldach. Zur Hofseite EG in Ziegelmauerwerk, OG in Fachwerk, westliche Mauer vollständig in Bruchsteinmauerwerk. | 32647434 | BW             |
| Alte Dorfstraße 16 52° 18′ 21″ N, 10° 48′ 48″ O   | Scheune             | Fachwerkscheune auf Kalksteinsockel unter Halbwalmdach in Ziegelpfannendeckung. Mittige Toreinfahrt, Fachwerkgefüge mit dreifeldigen Streben und Ziegelsichtausfachung. | 32647980 | BW             |
| Alte Dorfstraße 18 52° 18′ 22″ N, 10° 48′ 50″ O   | Wohnhaus            | | 32659959 | BW             |
| Alte Dorfstraße 18 52° 18′ 21″ N, 10° 48′ 50″ O   | Wirtschaftsgebäude  | Rückwärtig an das Wohnhaus angeschlossener Wirtschaftsanbau mit massiven EG in Bruchsteinmauerwerk sowie Natursteineinfassungen, über den Stürzen Entlastungsbögen in Ziegelsteinen. Nördlich eine Quereinfahrt, deren Innenwände sowie das OG in Fachwerk in Bruchsteinausfachung. Vom halb abgewalmten Satteldach in Krempziegeldeckung überfangen. | 32647366 | BW             |
| Alte Dorfstraße 18 52° 18′ 21″ N, 10° 48′ 50″ O   | Scheune             | Scheune mit außermittiger Toreinfahrt. Vierständer-Hallenbau unter Dreiviertel-Walmdach in Ziegelpfannendeckung. | 32647912 | BW             |
| Steimker Straße 12 a 52° 18′ 22″ N, 10° 48′ 53″ O | Scheune             | Große, traufständige Fachwerkscheune auf hohem Kalksteinsockel unter Halbwalmdach in Ziegelpfannendeckung. Fachwerkgefüge mit zwei- und dreifeldigen Streben sowie Ausfachung in Ziegelsichtsetzung. An Nordseite zweiflügeliges Scheunentor, Nordwestecke vorkragend mit Abschleppung. | 32656558 | BW             |
| Steimker Straße 13 52° 18′ 22″ N, 10° 48′ 53″ O   | Wohnhaus            | Zweigeschossiges Fachwerk-Wohnhaus auf Kalkstein-Kellersockel unter Satteldach in Ziegelpfannendeckung. Fast achsenmittiger östlicher Eingang, Fachwerkgefüge mit Andreaskreuzen zur Aussteifung und verputzter Ausfachung. | 32659942 | BW             |
| Steimker Straße 13 52° 18′ 22″ N, 10° 48′ 52″ O   | Stall               | Massiver Stallbau in Kalksteinmauerwerk auf L-förmigen Grundriss unter Satteldach in Krempziegeldeckung. Hofseitig ein Fachwerkdrempel in Bruchsteinausfachung. Fassadenöffnungen unter Segmentbögen. | 32647349 | BW             |
| Steimker Straße 13 52° 18′ 21″ N, 10° 48′ 51″ O   | Scheune             | Fachwerkscheune auf Kalksteinsockel unter Satteldach in Ziegelpfannendeckung. Leicht außermittige Tordurchfahrt, Fachwerkgefüge mit dreifeldigen Streben, die Ausfachungen verputzt, darunter Bruchstein. Östliche Giebelwand ganz massiv. | 32647895 | BW             |

## Rhode
| Lage                                    | Bezeichnung        | Beschreibung | ID       | Bild           |
| --------------------------------------- | ------------------ | --- | -------- | -------------- |
| Bergstraße 52° 18′ 56″ N, 10° 52′ 14″ O | Kirche St. Lutgeri | Einschiffiger romanischer verputzter Feldsteinbau mit halbrunder eingezogener Apsis unter Satteldach mit querrechteckigen Westturm. Langschiff mit veränderten Rundfenstern in abgeschrägter Einfassung, Apsisfenster original erhalten. An der Südseite eine Gruft von 1666. Westturm mit außen eingelassene Grabplatten von 1675 und 1679, schlichtes Westportal, im Glockengeschoss gekuppelte Rundbogenfenster, oben vom Satteldach abgeschlossen. Im Inneren eine Balkendecke sowie ein kleines Holzkruzifix um 1500. | 32656645 | Weitere Bilder |
| Bergstraße 52° 18′ 55″ N, 10° 52′ 15″ O | Kirchhof           | Kirchhof der St. Lutgeri - Kirche. Grünfläche mit Gräbern sowie einem Baum- und Pflanzenbestand. | 32656662 | BW             |
| Bergstraße 52° 18′ 55″ N, 10° 52′ 14″ O | Einfriedung        | | 32692025 | BW             |

## Rotenkamp
| Lage                                          | Bezeichnung        | Beschreibung | ID       | Bild           |
| --------------------------------------------- | ------------------ | --- | -------- | -------------- |
| Ackerwinkel 5 52° 18′ 6″ N, 10° 46′ 0″ O      | Wohnhaus           | Zweigeschossiges Wohnhaus auf Kalkstein-Quadersockel unter Satteldach in Ziegelpfannendeckung. Östliche Traufseite in Fachwerkbauweise mit Ziegelausfachung, die restlichen Seiten massiv in Kalkstein-Bruchsteinmauerwerk ausgeführt. Erschließung des Gebäudes über eine hofseitige zweiläufige Freitreppe mit Eisengeländer sowie einer kassettierten klassizistisch gefassten Eingangstür, darüber eine Inschriftentafel. Zur südwestlichen Seite Wirtschaftsbereich mit Ladeluken. | 32656887 | BW             |
| Im Rodekamp 52° 18′ 7″ N, 10° 45′ 59″ O       | Georgiuskapelle    | Kleine, schlichte Kapelle mit geschlemmten Bruchsteinmauerwerk unter steilem Satteldach mit Dachreiter. Westportal sowie Schiffsfenster in überstabten Spitzbögen, im geraden Chorschluss gekuppelt ohne Überstabung. Gebäudeecken und Ortgang in Werksteinquaderungen gestaltet, in den Traufgiebeln Lichtfenster. Am westlichen First der schiefergedeckte polygonale Dachreiter mit Uhr und Zwiebelhaube mit Knauf als oberen Abschluss. An der äußeren Chormauer ein Epitaph. Im Inneren Taufstein von 1572 und eine 1710 gestiftete Taufschale, die Glocke von 1696 stammte von einer Glockengießerfamilie aus Braunschweig. | 32656959 | Weitere Bilder |
| Im Rodekamp 52° 18′ 6″ N, 10° 45′ 59″ O       | Ehrenmal           | | 32656976 | BW             |
| Im Rodekamp 52° 18′ 7″ N, 10° 46′ 0″ O        | Kirchhof           | Kirchhof der St. Georgskapelle mit Grünfläche, Baumbestand, Gefallenendenkmal und Einfriedung. | 32656941 | BW             |
| Im Rodekamp 24 52° 18′ 11″ N, 10° 45′ 51″ O   | Wohnhaus           | Stattlicher, zweigeschossiger Fachwerkbau aus Sandsteinsockel unter Halbwalmdach in Ziegelpfannendeckung. Symmetrisches Fachwerkgefüge mit dreifeldigen Streben und Ziegelausfachung, Erdgeschoss massiv in Kalksteinbruchstein zur Nord- und Ostseite, Gebäudeecken durch Quaderungen hervorgehoben. Fenster zum Teil in Sandsteinrahmung, Inschriftentafel mit der Datierung „1868“. | 32657009 | BW             |
| Im Rodekamp 24 52° 18′ 11″ N, 10° 45′ 50″ O   | Stall              | Eineinhalbgeschossiger Wirtschaftsflügel auf Sandsteinquadersockel unter Satteldach in Ziegelpfannendeckung. EG aus rotem Ziegelsichtmauerwerk, Drempelgeschoss aus Fachwerk über profilierten Balkenköpfen vorkragend. Erbaut um 1870. | 32658131 | BW             |
| Im Rodekamp 24 52° 18′ 10″ N, 10° 45′ 52″ O   | Scheune            | Langgestreckter Fachwerkbau mit Längseinfahrt im Straßengiebel und Querausfahrt zum Hof. Im östlichen Teil ein halbeingetiefter Kartoffelkeller. Westliche Außenwand massiv aus Elmkalkstein, ansonsten verputztes Fachwerkgefüge mit teils Ziegel- und Natursteinausfachung. Erbaut um 1870. | 32658109 | BW             |
| Im Rodekamp 24 52° 18′ 11″ N, 10° 45′ 52″ O   | Wirtschaftsgebäude | Eineinhalbgeschossiger Bau auf Sandsteinquadersockel unter Satteldach in Ziegelpfannendeckung. EG aus rotem Ziegelsichtmauerwerk, Drempelgeschoss in Fachwerk. Zum Hof eine ursprüngliche Einfahrt, die zweite nachträglich eingebrochen. Östlicher Wirtschaftsflügel, erbaut um 1870. | 32658153 | BW             |
| Im Rodekamp 24 52° 18′ 11″ N, 10° 45′ 51″ O   | Hofpflasterung     | Kopfsteinpflaster | 32690977 | BW             |
| Im Rodekamp 24 a 52° 18′ 11″ N, 10° 45′ 50″ O | Wirtschaftsgebäude | Eineinhalbgeschossiger Massivanbau zum Wohnhaus als Geräteschuppen, an Nordseite (Schauseite) aus Elmkalkstein, hofseitig Drempel aus Fachwerk mit Ziegelausmauerung. Erbaut um 1870. | 32658087 | BW             |
| Im Rodekamp 38 52° 18′ 22″ N, 10° 45′ 53″ O   | Bahnhofsgebäude    | Bahnhofsgebäude mit zentralen Empfangsgebäude, dieses zweigeschossig in Ziegelsichtmauerwerk, die OG leicht vorkragend in Fachwerk (später in Betonfaserplattenbehang), alternierende Dachlandschaft in Ziegelpfannendeckung sowie Zwerchhaus. Fassadenöffnungen teils unter Segmentbögen und teils gekuppelte Rechtecksfenster. Nordöstlich eingeschossiger Fachwerkanbau mit Ziegelsockel, südwestlich ebenfalls eingeschossiger Fachwerkanbau mit Ziegelblendsockel als Güterschuppen. | 32656923 | BW             |
| Im Rodekamp 38 52° 18′ 21″ N, 10° 45′ 55″ O   | Zufahrtsallee      | Lindenallee südöstlich des Bahnhofsgebäudes. | 32656906 | BW             |

## Rieseberg
| Lage                                          | Bezeichnung       | Beschreibung | ID       | Bild           |
| --------------------------------------------- | ----------------- | --- | -------- | -------------- |
| L 634 52° 18′ 10″ N, 10° 47′ 42″ O            | Brücke            | Kleine Bogenbrücke aus Kalksteinquadermauerwerk über die Scheppau entlang der K 58 nordöstlich von Rieseberg. | 32656867 | BW             |
| Im Kirchwinkel 52° 17′ 54″ N, 10° 47′ 22″ O   | Kirche            | Kleiner Kapellenbau aus geschlemmten Bruchsteinmauerwerk unter Satteldach in Ziegelpfannendeckung mit Dachreiter. Kapellenschiff mit Segmentbogenfenstern und geradem Ostschluss, zum Westen hin ein natursteingefasster Zugang, westliches Giebelfeld mit Ziegelverblendung. In der südlichen Außenmauer eine eingelassene Jahrestafel mit der Inschrift: „VERBUM DOMINI, MANET IN ETERNUM, ANNO 1585“. Schiefergedeckter Dachreiter mit Uhr und Schlagglocke, innen erhaltenes Uhrwerk der Firma J. F. Weule von 1925. | 32656762 | Weitere Bilder |
| Im Kirchwinkel 52° 17′ 54″ N, 10° 47′ 22″ O   | Gefallenendenkmal | Auf Treppensockel stehenden zentralen Obelisken mit auf den Ersten Weltkrieg referenzierenden Inschriftentafeln im Postamentbereich, rückwärtig umgeben von später eingelassenen Stelen mit Namenslisten der aus dem Orte stammenden im Zweiten Weltkrieg gefallenen Soldaten. | 32656779 | BW             |
| Im Kirchwinkel 52° 17′ 53″ N, 10° 47′ 22″ O   | Kirchhof          | Ein im Dorfanger leicht erhöhtes Gelände mit Baumbestand (u.a. Linden) und Natursteineinfriedung. | 32656796 | BW             |
| Im Kirchwinkel 3 52° 17′ 52″ N, 10° 47′ 24″ O | Schule            | Eingeschossiger traufständiger Schulbau aus Kalkstein-Bruchsteinmauerwerk unter Satteldach in Ziegelpfannendeckung. Teils gekuppelte Fenster unter Segmentbögen mit Natursteinfensterbänken, achsenmittig ein vorder- und rückseitiges Zwerchhaus. | 32656813 | BW             |
| Im Kirchwinkel 8 52° 17′ 53″ N, 10° 47′ 20″ O | Wohnhaus          | Zweigeschossiges Fachwerkhaus auf Kalksteinsockel unter Halbwalmdach in Ziegelpfannendeckung. Symmetrisches Fachwerkgefüge mit zweifeldigen Streben und verputzter Ausfachung, fast achsenmittiger südlicher Eingang hinter zweiläufiger Freitreppe. | 32656832 | BW             |

## Rottorf (Königslutter am Elm)
| Lage                                                      | Bezeichnung               | Beschreibung | ID       | Bild           |
| --------------------------------------------------------- | ------------------------- | --- | -------- | -------------- |
| Am Lindenplatz 2 52° 15′ 22″ N, 10° 50′ 34″ O             | Wohn-/ Wirtschaftsgebäude | Zweigeschossiger Fachwerkbau unter Satteldach mit östlicher Abschleppung. Mittiger südlicher Zugang, Fachwerkgefüge mit zweifeldigen Streben, einfacher Verriegelung und profilierten Balkenköpfen. Im Schwellriegel eine Inschrift mit der Datierung „1746“. Im Osten Wirtschaftsteil unter abgeschleppten Dach. | 32657034 | BW             |
| Am Lindenplatz 4 52° 15′ 19″ N, 10° 50′ 39″ O             | Wohnhaus                  | Zweigeschossiger Fachwerkbau unter Halbwalmdach. Symmetrisches Fachwerkgefüge mit zweifeldigen Streben und verputzter Ausfachung, Südgiebel im EG massiv in Kalkstein. Mühlentechnik nicht erhalten. Schwellinschrift mit Datierung „1832“. | 32657053 | BW             |
| Am Lindenplatz 4 52° 15′ 22″ N, 10° 50′ 34″ O             | Scheune                   | Eingeschossige Fachwerkscheune unter Halbwalmdach. Fachwerkgefüge mit zweigeschossigen Streben und verputzter Ausfachung, zur Traufseite außermittige Toreinfahrt. | 32657070 | BW             |
| Im Eck 2 52° 15′ 18″ N, 10° 50′ 31″ O                     | Wohnhaus                  | Zweigeschossiger Fachwerkbau mit Wirtschaftsanbau auf Kalksteinsockel unter Satteldächern in Ziegelpfannendeckung. Fachwerkgefüge mit verputzter Ausfachung. Am Wohnhaus eine Datierung auf 1764, rückwärtig teils massiv ersetzt. Wirtschaftsteil etwa gleich alt. | 32660231 | BW             |
| Im Eck 2 52° 15′ 17″ N, 10° 50′ 30″ O                     | Wirtschaftsgebäude        | Westliches Wirtschaftsgebäude mit Kalksteinmauerwerk, Segmentbogenfenstern sowie Satteldach, Durchfahrtsbereich in Fachwerk. | 32647638 | BW             |
| Im Eck 2 52° 15′ 16″ N, 10° 50′ 29″ O                     | Stall                     | Zweigeschossiger Kalksteinbau unter Flachdach. Wirtschaftsöffnungen mit Natursteineinfassungen, der alte Dachstuhl ist nicht mehr erhalten. | 32648192 | BW             |
| Krugkamp 1 52° 15′ 22″ N, 10° 50′ 14″ O                   | Wohnhaus                  | Zweigeschossiger Fachwerkbau auf verputzen Kellersockel unter Viertelwalmdach in Ziegelpfannendeckung. Hofseitiger Eingang hinter Freitreppe, symmetrisches Fachwerkgefüge mit fast geschosshohen Streben und verputzter Ausfachung. Nördliche Traufseite und östliches EG in Kalkbruchstein. | 32660214 | BW             |
| Krugkamp 1 52° 15′ 22″ N, 10° 50′ 14″ O                   | Wirtschaftsgebäude        | Wirtschaftsflügel der Hofanlage, teilweise in Fachwerk und teils in Kalkbruchstein ausgeführt, unter Satteldächern in Ziegelpfannendeckung. | 32647621 | BW             |
| Sunstedter Straße 52° 15′ 16″ N, 10° 50′ 26″ O            | Kapelle                   | Schlichter Kapellenbau aus Kalksteinmauerwerk unter Satteldach in Hohlpfannendeckung mit Dachreiter. Im Langhaus Rundbogenfenster mit abgeschrägter Natursteineinfassung, gerader Chorschluss mit gekuppelten Fenstern und Oculus im Tympanon. Zur Westseite ein niedrigerer Vorbau mit dem Grabgewölbe der von Schwarzkoppen, der westliche schiefergedeckte Dachreiter mit Glockenstuhl wird von Glockenhaube mit Knauf abgeschlossen. Im Inneren Grabsteine des 17. Jh. im Fußboden und unterm Gestühl eingelassen, die Glocke wurde 1707 von C.L. Meyer gegossen. | 32657154 | Weitere Bilder |
| Sunstedter Straße 1 52° 15′ 14″ N, 10° 50′ 25″ O          | Wassermühle               | Zweigeschossiger Kalksteinbau unter Satteldach. Fenstereinfassungen in Naturstein, Gebäudeecken durch Quaderung im Lang-Kurz-Verband hervorgehoben. Westlich unmittelbar am Haus der Mühlengraben, einst mit dem Wasserrad, von der Mühlentechnik ist heute nichts mehr erhalten. Gerenne mit Kalksteineinfassung und einem nördlichen Wasserfall. | 32657171 | BW             |
| Sunstedter Straße 4 52° 15′ 16″ N, 10° 50′ 29″ O          | Wohnhaus                  | Zweigeschossiges, villenartiges Gebäude aus Ziegelmauerwerk auf hohem Kalkstein-Kellersockel unter Walm- und Satteldach. Segmentbogenfenster mit überstabter Einfassung, geschosstrennende Gurt- und Sohlbankgesimse. Hervorhebungen der Fassade durch Ziersteinbänderung sowie Konsolgesims im risalitartig vortretenden Südflügel mit Zwerchhaus. Zur Südseite ein schmaler Söller. | 32660197 | BW             |
| Sunstedter Straße 4 52° 15′ 16″ N, 10° 50′ 31″ O          | Wohn-/ Wirtschaftsgebäude | Westliche Giebelseite im OG in Krempziegelbehang, zur Südostecke ein Wagenschauer. Östlich Fachwerk-Wirtschaftsanbau unter Satteldach in Krempziegeldeckung. Südliche Durchfahrt, Fachwerkgefüge mit Kalksteinausfachung, teilweise verputzt. Im Kern wohl 1729 errichtet. | 32648156 | BW             |
| Sunstedter Straße 4 52° 15′ 16″ N, 10° 50′ 32″ O          | Stall                     | Zweigeschossiges, langgestrecktes Gebäude in Kalksteinmauerwerk unter Walmdach in Ziegelpfannendeckung. Im EG einige wenige Wirtschaftsöffnungen, im OG Ladeluken und Rechteckfenster. | 32647604 | BW             |
| Sunstedter Straße 4 52° 15′ 17″ N, 10° 50′ 33″ O          | Stall                     | Massiver Stallbau aus Kalksteinmauerwerk unter Satteldach in Krempziegeldeckung. Segmentbogenfenster mit Natursteineinfassungen sowie Ladestock. | 32648705 | BW             |
| Werner-Schrader-Straße 1 52° 15′ 22″ N, 10° 50′ 23″ O     | Wohnhaus                  | | 32660265 | BW             |
| Werner-Schrader-Straße 1 52° 15′ 22″ N, 10° 50′ 22″ O     | Scheune                   | Fachwerk-Durchfahrtscheune unter Satteldach. Symmetrisch platzierte Hoftore, Fachwerkgefüge mit dreifeldigen Streben und Putzausfachung. | 32647672 | BW             |
| Werner-Schrader-Straße 1 52° 15′ 22″ N, 10° 50′ 23″ O     | Stall                     | | 32648226 | BW             |
| Werner-Schrader-Straße 4 / 5 52° 15′ 21″ N, 10° 50′ 25″ O | Doppelhaus                | Zweigeschossiger Fachwerkbau unter Halbwalmdach in Ziegelpfannendeckung nördlich des Gutshofes. Am südlicher Gebäudehälfte achsenmittig platzierte Hauseingänge. Achsensymmetrisch angelegtes Fachwerkgefüge mit zweifeldigen Streben und verputzter Ausfachung, zum Nordosten hin teilmassive Fassade. | 32657242 | BW             |
| Werner-Schrader-Straße 7 52° 15′ 20″ N, 10° 50′ 23″ O     | Wohnhaus                  | Zweigeschossiger Fachwerkbau mit verputzter Ausfachung unter Schopfwalmdach in Hohlpfannendeckung. EG massiv in Kalksteinmauerwerk ausgeführt, OG in Fachwerk mit gebogenen Streben und verputzter Ausfachung. | 32657259 | BW             |
| Werner-Schrader-Straße 10 52° 15′ 26″ N, 10° 50′ 44″ O    | Wohnhaus                  | Zweigeschossiger, giebelständiger Fachwerkbau unter Satteldach in Ziegelpfannendeckung. Symmetrisches Fachwerkgefüge mit achsenmittigen Hauptzugang und verputzter Ausfachung, Gebälk hofseitig durch Holzbohlen verblendet, Aussteifung mit zweifeldigen Streben. Nördliche Erdgeschossfassade massiv ersetzt, Westgiebel in Kalksteinmauerwerk. | 32657278 | BW             |
| Werner-Schrader-Straße 10 52° 15′ 17″ N, 10° 50′ 22″ O    | Nebengebäude              | Nebengebäude in Kalksteinmauerwerk unter Satteldächern in Krempziegeldeckung. Westlicher Gebäudeteil von der Traufhöhe niedriger. Giebelseitig teils Fachwerk mit Kalksteinausfachung, eingemauerte gesinterte Steine mit tw. Mustern. | 32657295 | BW             |
| Wiesenweg 22 52° 15′ 26″ N, 10° 50′ 44″ O                 | Wohnhaus                  | Zweigeschossiger, langgestreckter Fachwerkbau unter Halbwalmdach in Krempziegeldeckung. Fachwerkgefüge mit aufeinander zulaufenden geschosshohen Streben und verputzter Ausfachung. Giebelseiten in Kalksteinmauerwerk ausgeführt, rückwärtig Grundschwellen zum Teil höher gelegt. | 32657328 | BW             |

### Rittergut Rottorf
- ID: 32629582[5]
- Ortsbildprägende, ortsgeschichtlich bedeutende Gutsanlage mit Wohn- und Wirtschaftsgebäuden des 18.–19. Jh., große geschlossene Anlage. An einigen Gebäuden verteilt Wappensteine sowie Inschriften des 18. Jh. Zum Gutshof gehörte vormals auch eine Mühle sowie eine südwestlich gelegene Parkanlage.

| Lage                                             | Bezeichnung | Beschreibung | ID       | Bild |
| ------------------------------------------------ | ----------- | --- | -------- | ---- |
| Sunstedter Straße 5 52° 15′ 18″ N, 10° 50′ 23″ O | Herrenhaus  | Zweigeschossiges langgestrecktes und traufständiges Gebäude unter Satteldach. EG wohl massiv in Kalksteinmauerwerk, OG in Fachwerk, insgesamt verputzt und durch Zierelemente hervorgehoben. Achsenmittiger Eingangsbereich risalitartig hervorgehoben, dort im OG ein Balkon, darüber ein Frontispitz mit Ochsenauge. Fenster und Eingänge in profilierter klassizistischer Kalksteineinfassung. Wird dem Architekten Hermann Korb zugeschrieben. Rückwärtig achsenmittiger Risalitanbau, 1755 bereits eingetragen. | 32659306 | BW   |
| Sunstedter Straße 5 52° 15′ 17″ N, 10° 50′ 27″ O | Scheune     | Kalkstein-Bruchsteinscheune unter Halbwalmdach in Ziegelpfannendeckung. Zum Hof hin Wirtschaftsöffnungen und Rundbogentore. | 32690528 | BW   |
| Sunstedter Straße 5 52° 15′ 17″ N, 10° 50′ 25″ O | Scheune     | Tiefere Fachwerkscheune auf hohen Sockel mit zwei hofausgerichteten Toreinfahrten und einem mittigen Ladeerker. | 32694498 | BW   |
| Sunstedter Straße 5 52° 15′ 17″ N, 10° 50′ 24″ O | Scheune     | Zweigeschossiger Scheunenbau unter Satteldach. EG massiv in Kalksteinmauerwerk, OG in Fachwerk mit Drempel und Mannfiguren. Zum Hof achsenmittige Einfahrt mit Ladestock und Ladeerker darüber. | 32694514 | BW   |
| Sunstedter Straße 5 52° 15′ 18″ N, 10° 50′ 27″ O | Scheune     | Große Scheune in Kalksteinmauerwerk nördlich der Toreinfahrt unter Halbwalmdach in Krempziegeldeckung. Außermittiges natursteingefasstes Einfahrtstor im Rundbogen zur südlichen Giebelseite, Giebelfelder in Fachwerk mit verputzter Ausfachung. | 32659770 | BW   |
| Sunstedter Straße 5 52° 15′ 20″ N, 10° 50′ 25″ O | Scheune     | Kalksteinbau unter Satteldach in Krempziegeldeckung, errichtet im 18. Jh. | 32693317 | BW   |
| Sunstedter Straße 5 52° 15′ 19″ N, 10° 50′ 23″ O | Stall       | Zweigeschossiger Stallanbau des 19. Jh. teils in Kalkstein und teils in Fachwerk unter Satteldach, von außen Eisenträgerköpfe zu erkennen. | 32659699 | BW   |
| Sunstedter Straße 5 52° 15′ 19″ N, 10° 50′ 23″ O | Stall       | Am Nordgiebel des Herrenhauses angesetzter zweigeschossiger Stallanbau unter Satteldach. Hofseitig verputzt und durch Bänderungen hervorgehoben, achsenmittig ein Frontispitz mit Wappenstein im Giebelfeld, südlich außen ein Ladeerker in Fachwerk. Rückwärtige Fassade massiv in Kalksteinmauerwerk. 1783 errichtet. | 32659628 | BW   |

## Schickelsheim

### Domäne Schickelsheim
- ID: 32629695
- Landschaftsprägende, ortsgeschichtlich bedeutende und einheitlich gestaltete Gutsanlage. Um 1860 errichtet mit in Bruchstein-, Haustein- und Werkstein, teils in Fachwerk, erbauten umfangreichen Wohn- und Wirtschaftsgebäuden. Einem großen vierseitigen Wirtschaftshof sind im Osten zugehörige Arbeiterwohnhäuser mit Nebengebäuden vorgelagert.

| Lage                                                       | Bezeichnung            | Beschreibung | ID       | Bild |
| ---------------------------------------------------------- | ---------------------- | --- | -------- | ---- |
| Am Teiche 2 / 3 52° 15′ 12″ N, 10° 51′ 58″ O               | Arbeiterhaus           | Doppelhaus. Eingeschossiger verputzter Massivbau auf Kalkstein-Quadersockel unter Halbwalmdach in Krempziegeldeckung. Südlicher Eingang über verandaartigen Vorbau, Giebelseiten in Fachwerk mit verputzter Ausfachung gestaltet. | 45393234 | BW   |
| Am Teiche 2 / 3 52° 15′ 12″ N, 10° 51′ 57″ O               | Nebengebäude           | Rückwärtiges Nebengebäude und stilgemäß des Arbeiterwohnhauses ein eingeschossiger, zweigeteilter und verputzter Massivbau unter Satteldach mit Krempziegeldeckung. | 45393894 | BW   |
| An der Domäne/Am Teiche 14 /1 52° 15′ 12″ N, 10° 51′ 59″ O | Arbeiterhaus           | Doppelhaus. Eingeschossiger verputzter Massivbau unter Halbwalmdach in Krempziegeldeckung. Eingangsbereich verandaartig gestaltet, Giebelseiten in Fachwerk gestaltet. | 45392355 | BW   |
| An der Domäne/Am Teiche 14 /1 52° 15′ 12″ N, 10° 51′ 58″ O | Nebengebäude           | Rückwärtiges Nebengebäude und gemäß des Arbeiterwohnhauses ebenfalls ein eingeschossiger, zweigeteilter und verputzter Massivbau unter Schopfwalmdach mit Krempziegeldeckung, Giebelbereich in Fachwerk. | 45393875 | BW   |
| Am Teiche 5 – 11 52° 15′ 12″ N, 10° 51′ 56″ O              | Landarbeiterwohnhaus   | Langgezogene Wohnkaserne südlich des Wirtschaftshofes. Zweigeschossiger Kalkstein-Quaderbau auf niveauausgleichendem Kellersockel unter Satteldach. Zugänge zu den Wohnparteien über dreistufige Freitreppen mit Eisenhandlauf, Türen- sowie Fenstergestaltung unter Segmentbogenstürzen in Ziegelziersetzung. Giebelseitig in den Dachüberständen profilierte Balken sowie Ortgänge. | 32654919 | BW   |
| An der Domäne 1 52° 15′ 13″ N, 10° 51′ 48″ O               | Herrenhaus             | Zweigeschossiger, queraufgeschlossener Kalkstein-Quaderbau auf Souterrainsockel unter Satteldach in Ziegelpfannendeckung. Mittelrislait mit Hauptzugang über zweiläufige Freitreppe, Eingang mit gezierten Oberlichtern. Im EG und Zwerchgiebel Rundbogenfenster mit Ziersetzung im Sturz, Fensterbänke mit Guttae geziert. Restliche Fenster unter Segmentbögen, in den Giebelseiten gekuppelt. Durchgehendes Sohlbankgesims mit Zahnschnitt, im Giebelfeld Zinnkranz als Fries. Zum Süden eingezogener Anbau, markant mit Oculi akzentuiert. Grundrissstruktur und baufeste Ausstattung einschließlich Treppenhaus, Fußbodenbeläge und Türen aus der Erbauungszeit um 1860 erhalten. | 32657563 |      |
| An der Domäne 1 52° 15′ 15″ N, 10° 51′ 52″ O               | Wirtschaftsflügel Nord | Mächtiger Nordflügel aus Kalksteinquadermauerwerk mit Gesindehaus und zahlreichen Wirtschafträumen als Pferdestall, Treckerschuppen und Sauenstall. Hofseitig Wirtschaftsöffnungen sowie Ladeerker, zur Nordseite nur ein Torzugang. Durchfensterung teils unter Segmentbogenfenstern und teils mit Rechteckfenstern. DG mit Lüftungsgauben. | 32657588 | BW   |
| An der Domäne 1 52° 15′ 15″ N, 10° 51′ 54″ O               | Schweinestall Nordwest | Nördlicher Schweinestallflügel der Stall-Zwillingsbauten gegenüber des Herrenhauses. Eingeschossiger Kalkstein-Quaderbau unter Satteldach in Krempziegeldeckung. Zu den Traufseiten hin jeweils eine Reihe an halbhoher Fenstern unter Segmentbogenstürzen in Ziegelziersetzung, daran anschließend ein umlaufender Gurtfries aus Ziegelstein, zur Nordseite zwei symmetrisch angeordnete Ladeerker über Wirtschaftstüren. Westlicher Giebel mit Schiebetoren, im Giebelfeld nachträglich zugesetzte Öffnung, Dachüberstand über profilierten Balken. | 32657588 | BW   |
| An der Domäne 1 52° 15′ 14″ N, 10° 51′ 55″ O               | Schweinestall Süd      | Südlicher Schweinestallflügel der Stallzwillingsbauten gegenüber des Herrenhauses. Eingeschossiger Kalkstein-Quaderbau unter Satteldach in Krempziegeldeckung. Zu den Traufseiten hin jeweils eine Reihe halbhoher Fenster unter Segmentbogenstürzen in Ziegelziersetzung, daran anschließend ein umlaufender Gurtfries aus Ziegelstein, südlich zwei symmetrisch angeordnete Ladeerker über Wirtschaftstüren. Westlicher Giebel mit Schiebetoren, im Giebelfeld eingelassene Uhr, Dachüberstand über profilierten Balken, oben senkrechtes Uhlenloch mit flankierenden Steinkonsolen.                                                                                                 | 32654954 | BW   |
| An der Domäne 1 52° 15′ 12″ N, 10° 51′ 55″ O               | Stall                  | Langgezogener, eingeschossiger Bruchsteinflügel auf Kalksteinsockel unter Satteldach. Giebelseitig Fachwerk mit zweifeldigen Streben und verputzter Ausfachung mit Bordürenakzentuierung. Zur östlichen Traufseite Wirtschaftsöffnungen, Traufseiten vollständig in Bruchstein gemauert. | 32654937 | BW   |
| An der Domäne 1 52° 15′ 11″ N, 10° 51′ 47″ O               | Gutspark               | Entstand zwischen 1860 und 1870 im Auftrag von Amtmann und Pächter der Staatsdomäne August-Urban Cleve im Zusammenhang mit der vollständigen baulichen Erneuerung des Domänenkomplexes. | 32691512 | BW   |
| An der Domäne 3 / 4 52° 15′ 16″ N, 10° 51′ 51″ O           | Schmiede               | Ehemalige Schmiede. Eingeschossiger Fachwerkbau auf Kalksteinsockel unter Satteldach in Falzziegeldeckung. Fachwerkgefüge mit zweifeldigen Streben und verputzter Ausfachung mit Bordürenakzenten, traufseitige Gauben. Giebelfelder mit Holz und mit Falzziegeln verschalt. | 32655022 | BW   |
| An der Domäne 9 / 10 52° 15′ 14″ N, 10° 51′ 57″ O          | Arbeiterhaus           | Eingeschossiger verputzter Massivbau unter Halbwalmdach in Krempziegeldeckung. Eingänge über dreistufigen Natursteintreppen, Fensterbänke ebenso aus Werkstein. | 45390993 | BW   |
| An der Domäne 9 / 10 52° 15′ 14″ N, 10° 51′ 56″ O          | Nebengebäude           | Eingeschossiger, zweigeteilter und verputzter Massivbau unter Halbwalmdach mit Krempziegeldeckung. | 45393629 |      |
| An der Domäne 11 52° 15′ 13″ N, 10° 51′ 58″ O              | Arbeiterhaus           | Eingeschossiger Ziegelbau auf Kalksteinsockel unter Halbwalmdach in Krempziegeldeckung. Nördlich achsenmittiger Zugang, Fassadenöffnungen mit Segmentbögen. | 45391998 | BW   |
| An der Domäne 11 52° 15′ 13″ N, 10° 51′ 57″ O              | Nebengebäude           | Eingeschossiger Ziegelbau auf Kalksteinsockel unter Halbwalmdach in Krempziegeldeckung. | 45393830 | BW   |
| An der Domäne 12 / 13 52° 15′ 13″ N, 10° 51′ 58″ O         | Arbeiterhaus           | Doppelhaus. Verputztes Massivhaus auf Kellersockel unter Halbwalmdach in Krempziegeldeckung. Giebelseiten in Fachwerk ausgeführt mit geschosshohen Streben und verputzter Ausfachung. | 45392164 | BW   |
| An der Domäne 12 / 13 52° 15′ 13″ N, 10° 51′ 58″ O         | Nebengebäude           | | 45393854 | BW   |

## Scheppau
| Lage                                         | Bezeichnung               | Beschreibung | ID       | Bild           |
| -------------------------------------------- | ------------------------- | --- | -------- | -------------- |
| Am Dorfplatz 8 52° 17′ 21″ N, 10° 45′ 7″ O   | Wohn-/ Wirtschaftsgebäude | Zweigeschossig unter Halbwalmdach in Krempziegeldeckung. EG im Westen massiv, Ansonsten Fachwerk mit zweifeldigen Streben und Ziegelausfachung, im Osten verputzte Bruchsteinausfachung. | 32660180 | BW             |
| Am Dorfplatz 8 52° 17′ 21″ N, 10° 45′ 9″ O   | Wirtschaftsgebäude        | | 32647587 | BW             |
| Am Dorfplatz 10 52° 17′ 21″ N, 10° 45′ 3″ O  | Scheune, Gut Scheppau     | Nördlich der Gutseinfahrt: große Fachwerkscheune auf Kalksteinsockel unter Schopfwalmdach in Ziegelpfannendeckung. Fachwerkgefüge mit zweieinhalbfeldigen Streben, westlich Querdurchfahrt. Freistehendes Giebelfeld in Ziegelpfannenbehang. | 32657492 | BW             |
| Am Dorfplatz 10 52° 17′ 20″ N, 10° 45′ 4″ O  | Scheune                   | Südöstlicher Wirtschaftsflügel. Östlich Fachwerkteil auf Kalksteinsockel unter Schopfwalmdach, Fachwerkgefüge mit außermittiger Tordurchfahrt, K-Streben und verputzten Ausfachungen. Nordfassade massiv aus Kalkstein mit Wirtschaftsöffnungen. | 32657509 | BW             |
| Am Dorfplatz 10 52° 17′ 21″ N, 10° 45′ 4″ O  | Toranlage, Gut Scheppau   | Hofeinfahrt aus Kalksteinmauerwerk mit zwei Torpfeilern in Quadersteinen sowie Kapitellen mit konischen Aufsätzen mit Kugeln. Östlich ein Durchgang, westlich ein Kalkstein-Zyklopenmauerwerk. Gusseiserne Torflügel mit Ornamenten. | 32657458 | BW             |
| An der Mühle 2 52° 17′ 34″ N, 10° 44′ 43″ O  | Windmühle Gerhardt        | Holländerwindmühle in Ziegelbauweise mit Kappe. Zugang im Süden, Sockelbereich in Ziegelsichtsetzung, konischer Mühlenturm aus Ziegelmauerwerk, heute teils mit Ziegelpfannenbehang. Kappe mit erhaltenen Austritt für die Flügelwelle, modern als Gaube umgestaltet. Flügel und Mühlentechnik nicht mehr erhalten. Westlich schließt ein zweigeschossiger Anbau aus Ziegelsichtmauerwerk mit vertikaler Lisenengliederung unter Pultdach. Zu Wohnzwecken ausgebaut. | 32657365 | Weitere Bilder |
| Kirchweg 52° 17′ 18″ N, 10° 45′ 2″ O         | Kirche                    | Kapellenbau aus Kalksteinmauerwerk mit eingezogenem Chor mit geradem Abschluss unter Satteldächern mit westlichen Dachreiter. Im Langhaus schlichte Rechtecksfenster, eines mit der Jahreszahl 1617, am Chor in Schulterbogen. Südwestlich niedrige Vorhalle mit natursteingefassten Portal, dort die Jahreszahl 1704 in einer Kartusche am Sturz. Dachreiter in Fachwerk mit Vielzahl an Figuren und Ausfachung in Ziegelziersetzung, östlich Schallarkaden mit hölzerner Zwischensäule und gebrochenen Teilungsbogen, die Westseite in Ziegelpfannenbehang, oberer Abschluss mit quergesetzten Satteldach mit Uhrenblättern in den Gauben. Im Inneren ein reiches Epitaph Heinrichs von Garssenbüttel von 1589. | 32657405 | Weitere Bilder |
| Kirchweg 52° 17′ 19″ N, 10° 45′ 3″ O         | Kirchhof                  | | 32657422 | BW             |
| Kirchweg 52° 17′ 19″ N, 10° 45′ 3″ O         | Einfriedung               | Einfache Einfriedung als Weidezaun mit Holzpfeilern und zwei Reihen horizontal angenagelter Holzbretter. | 32692768 | BW             |
| Kirchweg 6 52° 17′ 17″ N, 10° 45′ 0″ O       | Pastorat                  | Zweigeschossiger, traufständiger Bau unter Walmdach in Ziegelpfannendeckung. Verputztes EG aus Kalksteinmauerwerk, dort auch die Fenster in Natursteineinfassungen, OG in Fachwerk mit zweifeldigen Streben und verputzter Ausfachung. Nordöstlich der achsenmittige Zugang. Weit zurückgesetzt auf dem Grundstück des Kirchhofes. | 32657440 | BW             |
| Kirchweg 6 52° 17′ 17″ N, 10° 45′ 1″ O       | Nebengebäude              | Eingeschossiger Fachwerkbau auf Kalksteinsockel unter Halbwalmdach in Ziegelpfannendeckung. Fachwerkgefüge mit zweifeldigen Streben und Ziegelsichtausfachung. Symmetrisch ausgerichtete Hauptzugänge hinter zweistufigen Treppen, seitlich weitere Wirtschaftsöffnungen. Giebelfelder in Ziegelpfannenbehang. | 32691692 | BW             |
| Zum Heeg 7 52° 17′ 19″ N, 10° 45′ 1″ O       | Herrenhaus; Gut Scheppau  | Zweigeschossiges Herrenhaus auf verputztem Sockel unter Satteldach mit westlichen dreigeschossigen Seitenrisalit. Nordseite massiv aus Kalkbruchstein, der achsenmittiger Zugang hinter Freitreppe mit Terrasse. Gekuppelte Fenster in Natursteineinfassungen mit kannelierten Teilungspilastern und Überdachungen, Gebäudeecken durch Quaderung im Lang-Kurz-Verband hervorgehoben. Rückwärtige Südseite in Sichtfachwerk mit zwei- und dreifeldigen Streben sowie verputzter Ausfachung. Vorgängerbau von 1577 wurde 1937 abgerissen. | 32657475 | BW             |
| Zum Rieseberg 1 52° 17′ 30″ N, 10° 45′ 17″ O | Schule                    | Queraufgeschlossener eingeschossiger Fachwerkbau auf Kalksteinsockel unter spitzen Satteldach in Ziegelpfannendeckung. Zu den Gebäudeseiten hin zwei vorkragende große Zwerchhäuser, Geschoss- und Traufgebälke mit Füllhölzern sowie profilierten Balkenköpfen gestaltet. Zugang über außermittigen östlichen Eingang mit in Rauten geschnitzter zweiflügeliger Holztür. | 32657526 | BW             |
| Zum Rieseberg 23 52° 17′ 24″ N, 10° 45′ 3″ O | Wohnhaus                  | Jetzt freistehender, zweigeschossiger und traufständiger Kalksteinbau auf Werksteinsockel unter Satteldach in Ziegelpfannendeckung. Achsenmittiger, klassizistisch gefasster Hauptzugang hinter Freitreppe, Fenster allesamt in Werksteineinfassungen, im OG durchgehendes Sohlbankgesims, Gebäudeecken durch Werksteinlisenen hervorgehoben. Rückseite schlichter gestaltet mit Segmentbogenfenstern. | 32657546 | BW             |
| Zum Rieseberg 23 52° 17′ 24″ N, 10° 45′ 5″ O | Stall                     | Großer zweigeschossiger Stallflügel unter Satteldach in Krempziegeldeckung als nördlicher Abschluss der Hofanlage. EG in Kalkstein-Bruchsteinmauerwerk neben Wirtschaftsöffnungen, östlich eine großes und ein kleines Flügeltor unter Korbbögen. OG in Fachwerk mit zweifeldigen Streben und Ziegelsichtausfachung, dort auch Ladeluken. Datierung im Torsturz auf „1842“. | 32647570 | BW             |
| Zum Rieseberg 23 52° 17′ 23″ N, 10° 45′ 4″ O | Scheune                   | Große zweigeschossige Scheune unter Satteldach in Krempziegeldeckung als südlicher Hofabschluss. EG in Kalksteinbruchsteinmauerwerk mit zwei großen Flügeltoren unter Korbbögen. OG in Fachwerk mit zweifeldigen Streben und Ziegelsichtausfachung, dort auch Ladeluken. | 32648122 | BW             |

## Uhry
| Lage                                       | Bezeichnung               | Beschreibung | ID       | Bild |
| ------------------------------------------ | ------------------------- | --- | -------- | ---- |
| Uhraustraße 9 52° 17′ 50″ N, 10° 51′ 19″ O | Wohn-/ Wirtschaftsgebäude | Zweigeschossiges Fachwerkgebäude unter Walmdach in Reetdeckung mit Niedersachsenpferden am First. Wohnteil im OG über Gebälk mit Füllhölzern vorkragend, Fußstrebenpaare in den Brüstungsfächern. Wirtschaftsteil mit Querdiele, südlicher und nördlicher Dachüberstand auf Kopfwinkelhölzern. Nördlich ebenfalls eine spätere Fledermausgaube. Giebelseiten massiv verändert, ehemalige Tordurchfahrt nicht mehr erhalten. | 32657639 | BW   |